# Drogenkriminalität

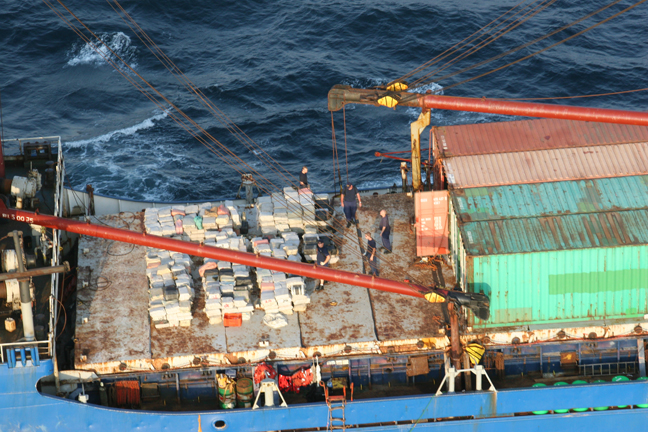
Drogenfund auf panamaischem Frachter

Der Begriff Drogenkriminalität, laut Duden die „Gesamtheit der kriminellen Handlungen, die unter Drogeneinfluss begangen werden“, ist nicht genau definiert. Der EU-Drogenaktionsplan (2005–2008) sah vor, dass in der Europäischen Union, im Rahmen der Intensivierung der Arbeiten zur Verhinderung von Drogenstraftaten, im Jahr 2007 eine gemeinsame Definition für „Drogenkriminalität“ (englisch drug-related crime) festgelegt werden sollte. Diese Absicht verfolgte der Rat der Europäischen Union bereits in dem vorherigen Drogenaktionsplan (2000–2004). Im Jahr 2007 veröffentlichte die Europäische Beobachtungsstelle für Drogen und Drogensucht eine Definition. Eine offizielle Definition der EU liegt nicht vor.

## Begriff

### Definitionen
Der Begriff Drogenkriminalität wird in den verschiedenen wissenschaftlichen Fachdisziplinen und von Fachleuten ganz unterschiedlich definiert. Nach der Begriffsbestimmung des Duden ist Drogenkriminalität die Gesamtheit der kriminellen Handlungen, die unter Drogeneinfluss begangen werden und Rauschgiftkriminalität die Kriminalität in Bezug auf oder unter Einfluss von Rauschgift.
Im Jahr 2007 erarbeitete die Europäische Beobachtungsstelle für Drogen und Drogensucht in Lissabon für die EU eine Definition für Drogenkriminalität. Sie stellte fest, dass jeder Versuch, eine Standarddefinition für ein derart komplexes Phänomen wie die Drogenkriminalität zu prägen, notgedrungen reduktiv ist. Zudem kam sie unter anderem zu der Schlussfolgerung, dass eine klare Definition des Begriffs Drogenkriminalität erforderlich ist, damit eine Bewertung vorgenommen werden kann.
Drogenkriminalität lässt sich gemäß der publizierten Definition der Europäischen Beobachtungsstelle in nachfolgenden vier Kategorien unterteilen:
- Psychopharmakologisch bedingte Straftaten: Straftaten, die unter dem Einfluss psychoaktiver Substanzen infolge eines akuten oder chronischen Konsums begangen werden.
- Straftaten aus wirtschaftlichen Zwängen: Straftaten, mit denen Geld (oder Drogen) für den Drogenkonsum beschafft werden.
- Systembedingte Straftaten: Straftaten, die im Rahmen illegaler Drogenmärkte begangen werden und die mit dem Drogenhandel und dem Konsum von Drogen im Zusammenhang stehen.
- Verstöße gegen Drogengesetze: Straftaten, die gegen die Drogengesetzgebung (und andere damit zusammenhängende Gesetze) verstoßen.

### Abgrenzung
Im deutschsprachigen Raum wird der Begriff Drogenkriminalität häufig im gleichen Zusammenhang wie der Wortgebrauch Rauschgiftkriminalität verwendet. Darüber hinaus wird vermehrt neben der Rauschgiftkriminalität auch die direkte Beschaffungskriminalität unter dem Begriff Drogenkriminalität subsumiert.
Polizeilich werden in Deutschland unter dem Begriff Rauschgiftkriminalität:S. 15. alle Straftaten nach dem Betäubungsmittelgesetz (BtMG) sowie der Raub zur Erlangung von Betäubungsmitteln, der Diebstahl von Betäubungsmitteln aus Apotheken, Arztpraxen, Krankenhäusern, bei Herstellern und Großhändlern, der Diebstahl von Rezeptformularen und die Fälschung zur Erlangung von Betäubungsmitteln zusammengefasst. Zur direkten Beschaffungskriminalität gehören in Deutschland nach der polizeiliche Kriminalstatistik die Straftaten Raub zur Erlangung von Betäubungsmitteln, der Diebstahl von Betäubungsmitteln aus Apotheken, Arztpraxen, Krankenhäusern, bei Herstellern und Großhändlern, den Diebstahl von Rezeptformularen und die Fälschung zur Erlangung von Betäubungsmitteln.
Das deutsche Bundeskriminalamt unterscheidet drei Arten von Drogenkriminalität:
- Konsumnahe Delikte – Allgemeine Verstöße gegen das Betäubungsmittelgesetz (BtMG)= Delikte nach § 29 BtMG, die den Besitz, den Erwerb und die Abgabe von BtM sowie ähnliche Delikte umfassen.
- Handelsdelikte – Delikte des illegalen Handels mit und Schmuggels von Rauschgiften nach § 29 BtMG sowie die Delikte der illegalen Einfuhr von BtM nach § 30 Abs. 1 Nr. 4 BtMG.
- Sonstige Verstöße – Illegaler Anbau von BtM (§ 29 Abs. 1 Nr. 1 BtMG), BtM-Anbau, -Herstellung und -Handel als Mitglied einer Bande (§§ 30 Abs. 1 Nr. 1, 30 a), Bereitstellung von Geldmitteln o. ä. Vermögensgegenständen (§ 29 Abs. 1 Nr. 13), Werbung für BtM (§ 29 Abs. 1 Nr. 8), Abgabe, Verabreichung oder Überlassung von BtM an Minderjährige (§ 29 a Abs. 1 Nr. 1, ggf. § 30 Abs. 1 Nr. 2), leichtfertige Verursachung des Todes eines anderen durch Abgabe, Verabreichung oder Überlassung von BtM zum unmittelbaren Verbrauch (§ 30 Abs. 1 Nr. 3), illegale Verschreibung und Verabreichung durch Ärzte (§ 29 Abs. 1 Nr. 6) und illegaler Handel mit bzw. Herstellung, Abgabe, Besitz von BtM in nicht geringer Menge (§ 29 a Abs. 1 Nr. 2).

Diese sogenannte Drogenkriminalität wird von manchen Vertretern der sozialwissenschaftlichen Suchtforschung als opferlose Straftat angesehen.

### Jargon im Drogenmilieu
Über Jahre hat sich in der Drogenszene eine eigene Sprache entwickelt, die insbesondere durch die Jugendsubkulturen in den 1960er Jahren und die stärkere Kriminalisierung von Drogenkonsumenten beeinflusst wurde. Die Szeneausdrücke, von denen viele aus dem Englischen stammen, haben einen „Fachsprachencharakter“. Mit dem Drogenjargon schotten sich Szeneangehörige gegenüber der Außenwelt (z. B. Nicht-Konsumenten, Eltern, Polizei) ab. Die Szenesprache ergänzt bzw. ersetzt im Drogenmilieu die Umgangssprache.

## Geschichte

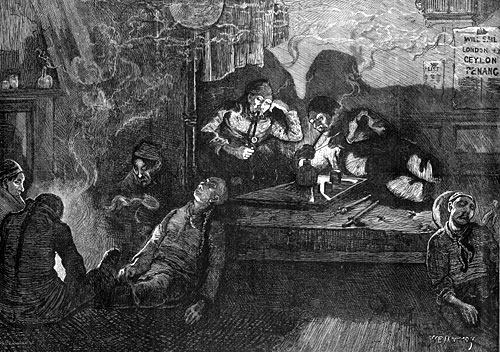
Opiumrauchen, 1874

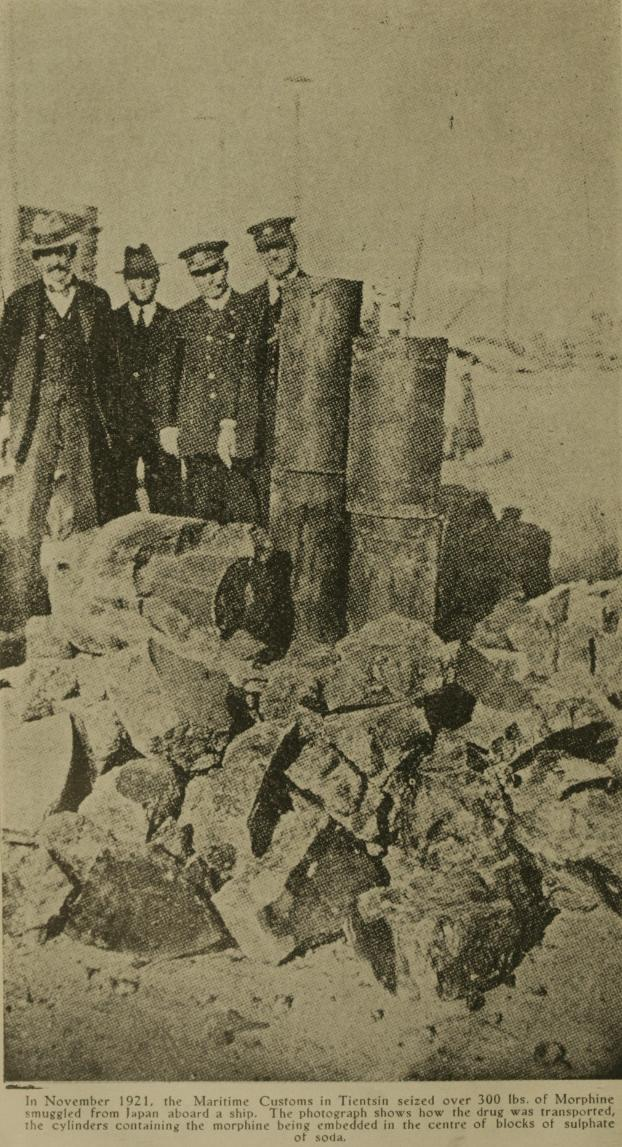
Morphinschmuggel, 1921

Menschen konsumieren aus den verschiedensten Gründen seit mehreren zehntausend Jahren Drogen. Kritische Ansichten bezüglich des Konsums einzelner Drogen gab es nachweislich schon in vorchristlicher Zeit (z. B. das Verbot der Bacchanalien durch den römischen Senat). Rauschmittel, die in einer Kultur bei religiösen Handlungen oder medizinischen Behandlungen eingesetzt wurden, waren zur gleichen Zeit in anderen gesellschaftlichen Kulturen nicht erlaubt.
In Deutschland regelte bereits im 16. Jahrhundert eine lebensmittelrechtliche Bestimmung den Umgang mit Drogen. 1516 legte das bayrische Reinheitsgebot über erlaubte Inhaltsstoffe im Bier fest, dass unter anderem die sehr giftige und halluzinogene Pflanze Bilsenkraut nicht mehr dem deutschen Bier zugesetzt werden durfte. Verbote gab es auch in anderen Ländern, beispielsweise die Bemühungen im 18. Jahrhundert in China den Opiumkonsum und -import zu verbieten. England begann aus diesem Grund zwei Kriege mit China. Im Ersten Opiumkrieg (1839–1842) und Zweiten Opiumkrieg (1856–1860) erkämpfte England die Rücknahme des Opiumverbots.
Im 19. Jahrhundert isolierten Wissenschaftler erstmals Wirkstoffe wie Morphin, Coffein und Kokain. Diese Stoffe wurden von den Pharmaunternehmen bis in die 1920er Jahre global vertrieben. Erste Einschränkungen bezüglich einiger Stoffe traten in Deutschland schon früher in Kraft. 1901 erließ der Reichstag eine Regelung zur Abgabe von Morphin in Apotheken. Seit dem Jahr 1901 gab es auch zeitlich begrenzte Prohibitionen auf Alkohol. Im deutschsprachigen Raum wird der Begriff Prohibition überwiegend mit der Prohibition in den Vereinigten Staaten von 1919 bis 1933 auf Alkohol in Verbindung gebracht.
In der Zeit von 1909 bis 1925 wurden einige internationale Opium- und Drogenmissbrauchskonferenzen durchgeführt. Die Konferenzen in Schanghai (1909), Den Haag (1912, 1913, 1914) führten zu gesetzlichen Regelungen auch in Deutschland (1920). Die erste Konferenz in Den Haag (1912) stellte, nach Auffassung des amerikanischen Soziologen J.R. Gusfield, den Auftakt zum „symbolischen Kreuzzug gegen die Drogen“ dar. Vier Jahre nach den beiden Genfer Opiumkonferenzen (1924/25) setzt Deutschland 1929 die internationalen Regelungen in einem eigenen Opiumgesetz um. Weitere internationale Betäubungsmittelabkommen folgten nach dem Zweiten Weltkrieg.
Ein Jahr nach dem Zweiten Weltkrieg führten die Besatzungsmächte 1946 in ihren Besatzungszonen kriminalpolizeiliche Statistiken ein, die sich aber so stark voneinander unterschieden, dass eine Zusammenfassung der Ergebnisse nur über wenige Deliktsgruppen als Beitrag der Bundesrepublik Deutschland zu den International Crime Statistics des Interpol-Generalsekretariats seit 1950 möglich war.:S. 2. Zu diesen Deliktsgruppen gehört die Rauschgiftkriminalität (siehe Fallzahlen 1950–1953).
|      | Anzahl der Rauschgiftdelikte in Deutschland 1950–1953 (Quelle: PKS 2004) |
| 1950 | 1.737                                                                    |
| 1951 | 1.961                                                                    |
| 1952 | 1.916                                                                    |
| 1953 | 1.746                                                                    |

Seit dem Einheitsabkommen über die Betäubungsmittel, das die Vereinten Nationen 1961 unterzeichneten, unterliegen viele Drogen einer weltweiten Prohibition. Das deutsche Opiumgesetz wurde ungeachtet dessen erst von dem Gesetz über den Verkehr mit Betäubungsmitteln (BTM-Gesetz, 1971) abgelöst. Bei der Gesamtbetrachtung der historischen Entwicklung vom Opiumgesetz zum Betäubungsmittelgesetz ist zu beachten, dass die Bundesrepublik Deutschland nicht frei ist, welche Ziele sie im Bereich der Drogenpolitik verfolgen will. Sie ist vielmehr durch eine Reihe von Übereinkommen im Rahmen der Vereinten Nationen (UNO) gebunden (siehe Tabelle unten).
Die Drogenpolitik war bis zur Mitte der 1960er Jahre im Verhältnis zu anderen Bereichen der Politik ein äußerst kleiner und gesellschaftlich kaum beachteter Politikbereich. Vor allem wegen der geringen Zahl der sozial auffälligen Drogenkonsumenten war das Opiumgesetz ein Gesetz ohne akute Verfolgungsrealität. Entsprechend niedrig war die Zahl der nach dem Opiumgesetz verurteilten Personen. Zu Beginn der 1960er Jahre lag diese Zahl bei zwei bis drei Verurteilungen pro Woche (das waren zwischen 100 und 150 pro Jahr) in der gesamten Bundesrepublik Deutschland.
Der Stellenwert der Drogen- und speziell der Cannabispolitik änderte sich Ende der Sechziger schlagartig. Dies geschah vor dem Hintergrund der internationalen Entwicklung (internationale Abkommen) und vor allem dem in den USA wahrgenommenen „Jugend-Drogen-Problem“. In Deutschland vermittelte die Presse, nach dem reißerischen Vorbild in den Vereinigten Staaten von Amerika, ab Ende der 1960er Jahre den Eindruck einer gewaltigen „Haschisch- und Drogenwelle“, die das Land zu überrollen drohe. Gleichzeitig wurde in der öffentlichen Meinung das Bild eines dramatischen sozialen Problems vorgezeichnet, das zudem mit dem vermutlich wichtigsten innenpolitischen Ereignis jener Zeit in Verbindung gebracht wurde, nämlich der hauptsächlich von Studenten getragenen Protestbewegung, die sich von 1966 bis 1969 als „Außerparlamentarische Opposition (APO)“ formiert hatte.
Vor diesem Hintergrund hat der Gesetzgeber (Deutscher Bundestag und Bundesrat) im Dezember 1971 das Opiumgesetz vom 10. Dezember 1929, das vor allem die verwaltungsmäßige Kontrolle der medizinischen Versorgung der Bevölkerung mit Opium, Morphium und anderen Betäubungsmitteln regelte, durch ein neues „Gesetz über den Verkehr mit Betäubungsmitteln (Betäubungsmittelgesetz, BtMG)“ ersetzt.
Neufassungen folgten 1982 und am 1. März 1994 (Betäubungsmittelgesetz). Das Bundesverfassungsgericht stellt kurz danach am 9. März 1994 in dem so genannten „Cannabis-Beschluss“ (BVerfGE 90, 145 – Cannabis) fest, dass es in Deutschland kein „Recht auf Rausch“ gibt.
In der Schweiz und Österreich gelten ähnliche Gesetze. In Österreich trat das Suchtgiftgesetz 1951 (SGG) in Kraft. 1998 wurde das Suchtgiftgesetz vom Suchtmittelgesetz abgelöst. Im gleichen Jahr am 3. Oktober 1951 wurde in der Schweiz das Betäubungsmittelgesetz verabschiedet. Ein Jahr später trat das Schweizer Betäubungsmittelgesetz (1952) in Kraft.
Seit 1992 gibt es in der Europäischen Union eine gemeinsame Drogenstrategie mit einem EU-Drogenaktionsplan und einer EU-Drogenkontrollstrategie. Fünf Jahre später wurde das Büro der Vereinten Nationen für Drogen- und Verbrechensbekämpfung (UNODC) gegründet.
| Jahr             | Internationale Konferenzen / Abkommen im 20. Jahrhundert                                                                           |
| ---------------- | --- |
| 1909             | Gründung der Internationalen Opiumkommission am 1. Februar 1909 in Shanghai                                                        |
| 1912             | Internationales Opium-Abkommen vom 23. Januar 1912 in Den Haag                                                                     |
| 1912, 1913, 1914 | Opium-Konferenzen in Den Haag |
| 1924, 1925       | Opium-Konferenzen in Genf |
| 1925             | Internationales Betäubungsmittelabkommen vom 19. Februar 1925 in Genf                                                              |
| 1931             | Abkommen zur Beschränkung der Herstellung und zur Regelung der Verteilung der Betäubungsmittel vom 13. Juli 1931 in Genf           |
| 1936             | Abkommen zur Unterdrückung des unerlaubten Verkehrs mit BTM vom 26. Juni 1936 in Genf                                              |
| 1946             | UN gründet mit Unterstützung der WHO den Ausschuss für Rauschgifte, 11. Dezember 1946, Ergänzungsvereinbarungen in Lake Success/NY |
| 1948             | Zusatz Protokoll vom 19. November 1948 von Paris zur internationalen Kontrolle gewisser Stoffe                                     |
| 1953             | Opiumproduktion und Mohnanbau wird eingeschränkt, Protokoll vom 23. Juni 1953 in New York                                          |
| 1961             | Single Convention on Narcotic Drugs (Einheitsabkommen über die Betäubungsmittel)                                                   |
| 1971             | Konvention über „Psychotrope Substanzen“ vom 21. Februar 1971 in New York                                                          |
| 1972             | Protocol Amending the Single Convention (1961) am 25. März 1972 in Genf                                                            |
| 1988             | UN-Abkommen gegen unerlaubten Verzehr von psychotropen Substanzen und Suchtstoffen vom 20. Dezember 1988 in Wien                   |
| 1992             | EU-Drogenaktionsplan/EU-Drogenkontrollstrategie                                                                                    |
| 1995             | Übereinkommen gegen den unerlaubten Verkehr von Suchtstoffen und psychotropen Stoffen vom 31. Januar 1995 in Straßburg             |

Mitte der 2020er Jahre gehen südamerikanische Drogenkartelle häufiger dazu über, nur noch Vorprodukte wie Kokainpaste nach Europa zu schmuggeln, wodurch der finanzielle Schaden minimiert wird, wenn eine Lieferung von Zoll und/oder Polizei entdeckt wird. Die Vorprodukte werden dann in Europa zu Drogen weiterverarbeitet.

## Phänomenologie

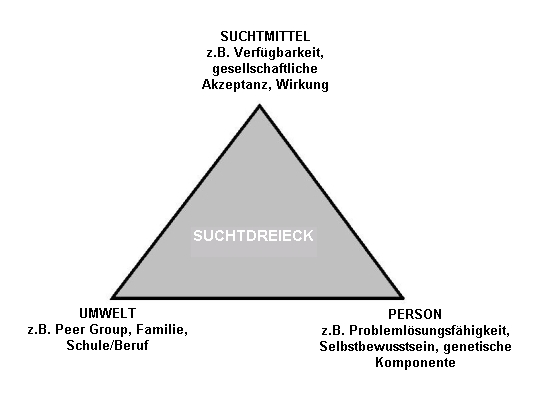
Suchtdreieck

Die Ursachen für jeden Drogenkonsum, eine Drogenkarriere bzw. Drogenabhängigkeit sind unterschiedlich. In diesem Kontext liegen ferner die Gründe für Drogenkriminalität. Erste Kontakte mit illegalen Drogen finden meist in einem Lebensabschnitt mit spannungsträchtigen Phasen statt. Der Gebrauch von Rauschmitteln übernimmt in dieser Phase für Kinder und Jugendliche psychosoziale Funktionen. So kann der Konsum von illegalen Drogen beispielsweise eine Zugangsmöglichkeit zu Cliquen eröffnen, der Neugierbefriedigung dienen oder eine Form von sozialem Protest sein.
Rauschmittelabhängigkeit hat immer eine Geschichte. Eine populäre Theorie ist die der sogenannten illegalen Einstiegsdroge, welche jedoch durch mehrere Studien widerlegt wurde. Bei starkem Drogenmissbrauch bzw. nach Eintritt der Abhängigkeit kann der Betroffene nicht mehr oder nur eingeschränkt einem geregelten Leben nachgehen. In der Wissenschaft gibt es verschiedene Erklärungen bzw. Theorien bezüglich der Suchtentwicklung. Das bekannteste Modell zur Entstehung von Sucht ist das multifunktionale Faktoren- bzw. Ursachenmodell (sogenanntes Suchtdreieck von Kielholz & Ladewig, 1973). Es berücksichtigt die drei wesentlichen Komponenten Suchtmittel, Umwelt und Mensch.
Bezüglich des Zusammenhangs zwischen Drogenabhängigkeit und Kriminalität gibt es mehrere wissenschaftliche Studien. Allerdings lässt der gegenwärtige Forschungsstand keine allgemeingültigen Aussagen über das Beziehungsgefüge zwischen Drogen und Delinquenz zu. Delinquenz und Sucht, Drogenkarriere und kriminelle Karriere stehen möglicherweise nicht in einem kausalen Zusammenhang, sondern entwickeln sich aus einem insgesamt als deviant zu bezeichnenden, von sozialen Normen und Werten abweichenden Lebensstil. Die Tatsache, dass das Strafrecht generell und insbesondere freiheitsentziehende Sanktionen zur Verhinderung von zukünftigen Straftaten nur bedingt geeignet ist, gilt inzwischen als kriminologisch gesicherte Erkenntnis.
Trotz Kenntnis dieser Fakten reguliert jeder Staat die Herstellung, den Vertrieb, Vermarktung und Verkauf einiger oder aller Drogen. Die so genannten harten Drogen sind in der Regel uneingeschränkt verboten. Die Gründe für ihre Prohibition sind genau so komplex wie die Auswirkungen dieser Verbote. Einige Beispiele:
- Die Strafverfolgung auf dem Gebiet der Drogenkriminalität wird wesentlich durch das Verhalten der Polizei bestimmt. Im Unterschied zu vielen anderen Deliktsbereichen handelt es sich nämlich bei Drogendelikten um sogenannte opferlose Straftaten, bei denen die Anzeigeerstattung durch Dritte eine nur sehr geringe Rolle spielt, so dass für die offizielle Registrierung und förmliche Sanktionierung dieser Delikte das proaktive Vorgehen der Kontrollinstanzen von ausschlaggebender Bedeutung ist.[13]
- Die Illegalität der Drogen geht einher mit der Kriminalisierung von Personen die diese erwerben oder verkaufen. Illegale Drogen sind in der Regel teuer. Aus diesem Grund finanziert der Betroffene seine Sucht häufig durch Kriminalität oder Beschaffungsprostitution.
- Drogen, die als illegal eingestuft werden, erhalten darüber hinaus für manche Personen einen besonderen Stellenwert und vermitteln das Gefühl des Andersseins. Im Kontext mit fehlender Normenakzeptanz begünstigt dies den Umgang mit unerlaubten Drogen.
- Geschäfte mit verbotenen Drogen sind lukrative Geschäfte. Die Schattenwirtschaft bzw. kriminelle Personen oder Organisationen profitiert von den Drogenverboten.
- Der Drogenanbau bzw. der Drogenverkauf ist in manchen Regionen der Erde die einzige Einnahmequelle für die heimische Bevölkerung. Personen die ihren Lebensunterhalt mit dem Drogenanbau finanzieren werden durch Drogenverbote kriminalisiert.

## Ausmaß
Verstöße gegen das Betäubungsmittelgesetz sind typische Kontrolldelikte, d. h., dass diese Delikte überhaupt erst durch Kontrollen von Polizei oder Sicherheitspersonal festgestellt werden. Die Anzahl der festgestellten Kontrolldelikte sagt wenig über die Dunkelziffer aus. So kann es durch stärkere Kontrollen zu einer erhöhten Anzahl festgestellter Taten kommen, obwohl die Anzahl der tatsächlichen Taten gleich geblieben ist oder sogar gesunken ist. Andersherum kann die Anzahl der festgestellten Taten aber auch gleich bleiben oder infolge seltenerer Kontrollen sogar sinken, obwohl die Zahl der begangenen Taten sich erhöht hat.

### Statistik in Deutschland

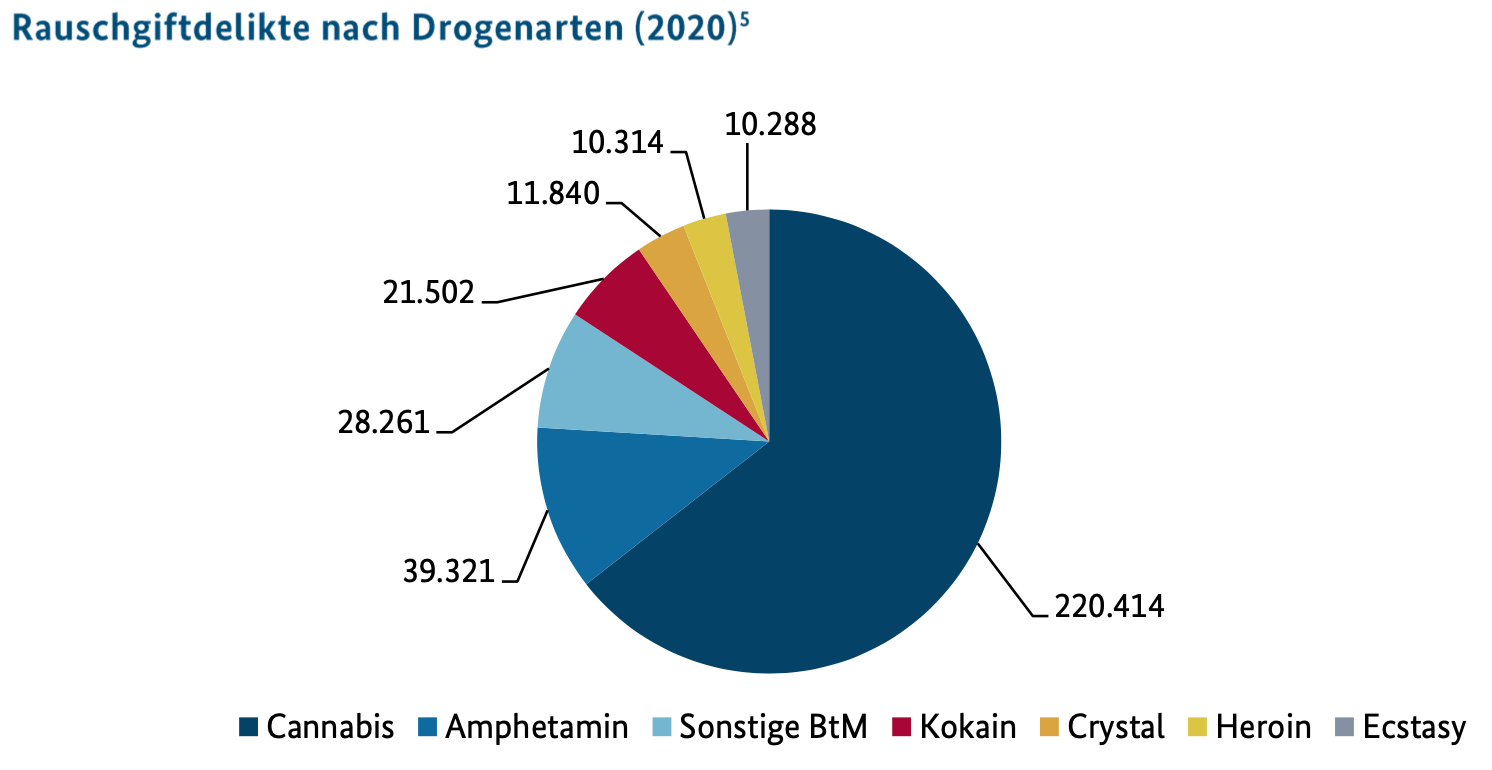
Rauschgiftdelikte nach Drogenarten (2020)

Nach der deutschen polizeilichen Kriminalstatistik hat sich die Häufigkeit von Drogendelikten (dort als Rauschgiftdelikte bezeichnet) zwischen 1987 und 2021 von 122,5 auf 434,2 Fälle pro 100.000 Einwohner mehr als verdreifacht. Die Anzahl der Drogendelikte stieg von 244.336 Fällen im Jahr 2000 auf 361.048 Fälle im Jahr 2021. Der Anteil der Rauschgiftdelikte an der Gesamtkriminalität liegt 2021 bei ca. 7 %.
Die Entwicklung von Rauschgiftdelikten verläuft entgegen dem Trend der Straftaten insgesamt, wo seit einem Höhepunkt 1993 ein Kriminalitätsrückgang wie auch in anderen Staaten verzeichnet wird. In Deutschland fiel dabei die Häufigkeit bis 2021 um 27 %.
2018 wurden laut der Polizeilichen Kriminalstatistik insgesamt 1.276 Drogentote (+ 0,3 %) in Deutschland registriert.
Mehr als die Hälfte der Delikte entfallen auf Cannabis, gefolgt von Amphetamin, Sonstige BtM, Kokain, Crystal, Heroin, Ecstasy.

### Dunkelfeld
Die Wissenschaft nutzt so genannte Dunkelfeldstudien, wie die Studie zur Drogenaffinität Jugendlicher der Bundeszentrale für gesundheitliche Aufklärung (BZgA), um genauere Aussagen zum Ausmaß der Drogenkriminalität treffen zu können. Grundsätzlich lassen jedoch auch derartige Befragungen keine endgültige Einschätzung über die Zahl der tatsächlich begangenen Delikte zu.

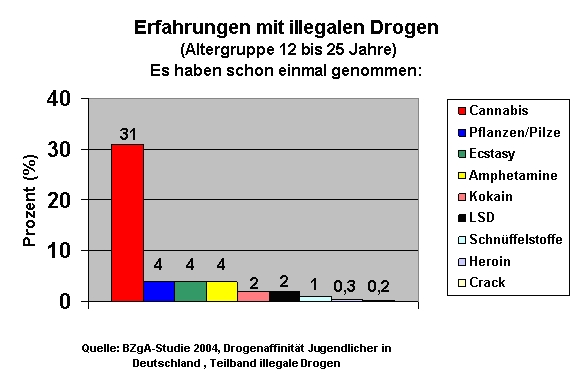
Drogenerfahrungen Jugendlicher in Deutschland, 2004

Drogenkonsum in Deutschland ist, laut der BZgA-Studie (2015) zur Drogenaffinität Jugendlicher, hauptsächlich Cannabiskonsum. Die Erfahrung mit und der Konsum von illegalen Drogen ist bei jungen Erwachsenen verbreiteter als bei den Jugendlichen. Cannabisprodukte wie Marihuana und Haschisch wurden von 34,5 Prozent der 18- bis 25-Jährigen in Deutschland schon einmal genommen.
Eine weitere Erkenntnis der BZgA-Studie ist, dass bei männlichen Jugendlichen und jungen Erwachsenen illegale Drogen eine größere Rolle spielen als bei Gruppe der gleichaltrigen Mädchen.
Erfahrung mit dem Konsum von Crystal Meth, Crack oder Heroin haben weniger als ein Prozent der Befragten.
Die Ergebnisse der BZgA-Studie korrelieren mit zwei weiteren internationalen Dunkelfeldstudien. Zum einen mit der WHO-Studie „Health Behavior in School-aged Children“ (HBSC, 2014) die in einigen Bundesländern die Gesundheit und das Gesundheitsverhalten von Schülern der 5. bis 9. Klasse aller Schulformen untersuchte. Des Weiteren mit der sogenannten ESPAD-Studie (Europäische Schülerstudie zu Alkohol und anderen Drogen) des Instituts für Therapieforschung (IFT) aus dem Jahr 2015.

## Internationaler Drogenhandel

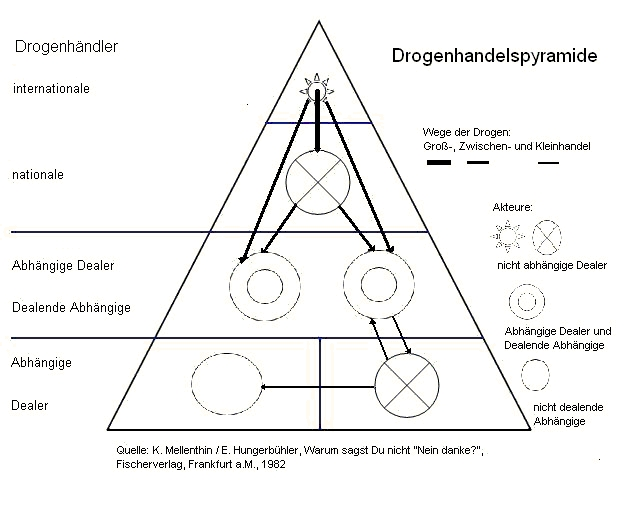
Drogenhandelspyramide

Der Internationale Drogenhandel wird dem Bereich der Organisierten Kriminalität zugeordnet. Der Umsatz von illegal verkauften Drogen wird jährlich auf mehrere hundert Milliarden US-Dollar geschätzt. Vergleichbar erzielt, nach den Angaben der Drug Enforcement Administration (DEA), nur das weltweite Erdölgeschäft den gleichen Umsatz. Laut Aussagen des Bundesnachrichtendienstes ist der internationale Drogenhandel das bedeutendste Deliktfeld der Organisierten Kriminalität in dem mehr als die Hälfte aller weltweiten Umsätze der Organisierten Kriminalität getätigt werden. Die Drogenwege laufen über internationale Händler, nationale Händler, Zwischenhändler an den Konsumenten bzw. Abhängigen (siehe Bild Drogenhandelspyramide).
In Europa wurden bis zum Ende des 20. Jahrhunderts das Rauschgiftgeschäft von mafiösen Drogenkartellen der Cosa Nostra, Camorra und ’Ndrangheta kontrolliert. In den USA war es die La Cosa Nostra (insbesondere durch die Duldung der Pizza Connection der sizilianischen Cosa Nostra), in Asien waren es die Triaden und die Yakuza, im Nahen Osten die Lebanon Connection und in Lateinamerika diverse Kokain-Kartelle, vor allem aus Kolumbien und Mexiko.
Die Verstrickung des US-Geheimdienstes CIA in den internationalen Drogenhandel ist mehrfach öffentlich nachgewiesen worden. Der amerikanische Geschichtsprofessor Alfred W. McCoy hat beispielsweise in seinem Buch „Die CIA und das Heroin“ die Beteiligung des US-Geheimdienstes in den Drogenhandel detailliert beschrieben (siehe Drogenhandel#Geheimdienste).
Bekannt gewordene Fälle von organisierter Drogenkriminalität
In der Vergangenheit gab es immer ein großes Medieninteresse, wenn bekannte Drogenhändler, z. B. aus Südamerika und den USA, festgenommen wurden. In den nachfolgenden Gerichtsprozessen der angeklagten Personen wurden die Dimensionen des internationalen Drogenhandels deutlich. Einzelne Protagonisten, die vor Gericht gestellt wurden, erreichten Berühmtheit. Beispielsweise:
- Al Capone zur Zeiten der Prohibition in den Vereinigten Staaten 1919–1933
- Marcos Arturo Beltrán-Leyva
- Tommaso Buscetta
- El Chapo
- Pablo Escobar
- Vito Genovese
- John Gotti
- Sammy Gravano
- Howard Marks
- George Jung
- Ouane Rattikone
- Juan Carlos Ramírez Abadía
- Carlos Lehder Rivas
- Gilberto Rodríguez Orejuela
- Gonzalo Rodríguez Gacha

## Drogenanbaugebiete

Opium- bzw. Heroin-Anbauländer der Welt

Im großen Umfang werden Drogen nur in einigen Regionen der Erde angebaut und von dort aus von kriminellen Organisationen auf den Internationalen Markt gebracht. Die Drogenanbaugebiete sind seit den ersten internationalen Abkommen in den Blickpunkt der weltweiten Öffentlichkeit gerückt. Die globale Drogenkontrolle beschränkt deshalb seit dem Einheitsabkommen über die Betäubungsmittel (1961) auch den Drogenanbau. Anbauverbote bedeuten für die jeweiligen Länder jedoch wirtschaftliche Einbußen.
Die weltweiten Schlafmohnanbaugebiete (wie das Goldene Dreieck bzw. der Goldene Halbmond) befinden sich hauptsächlich in Südwest- und Südostasien (siehe Bild Opium-/Heroinanbauregionen). Die Bedeutung des Goldenen Dreiecks als Lieferant für den weltweiten Heroinmarkt ist durch die Drogenproduktion in Afghanistan spürbar gesunken.
In Südamerika liegen die Coca-Anbaugebiete (insbesondere in Kolumbien, Bolivien und Peru). Der Anbau des Cocastrauches durch die Cocabauern, ist in den Andenländern nur in bestimmten Mengen legal, die Weiterverarbeitung der Blätter zu Kokain oder seinen Vorprodukten ist streng verboten.
Hanf wird in vielen Staaten, unter staatlicher Kontrolle teilweise auch legal, angebaut. Die größten Anbauländer sind Afghanistan und Marokko.
Der weltweite jährliche Umsatz beim Drogenhandel beträgt ca. 400 Mrd. US-$ (laut UN 1998).

### Albanien
Albanien galt 2018 bei westlichen Sicherheitsbehörden als größter Marihuana-Lieferant für Europa. Für 2018 gehen Schätzungen von Umsätzen allein aus dem Marihuanahandel albanischer Banden von 4 Milliarden US-Dollar aus, was etwa der Hälfte des Bruttoinlandproduktes des Landes entspricht. Hinzu kommt die Rolle als bedeutende Drehscheibe für den internationalen Heroin- und Kokain-Schmuggel.

### Afghanistan

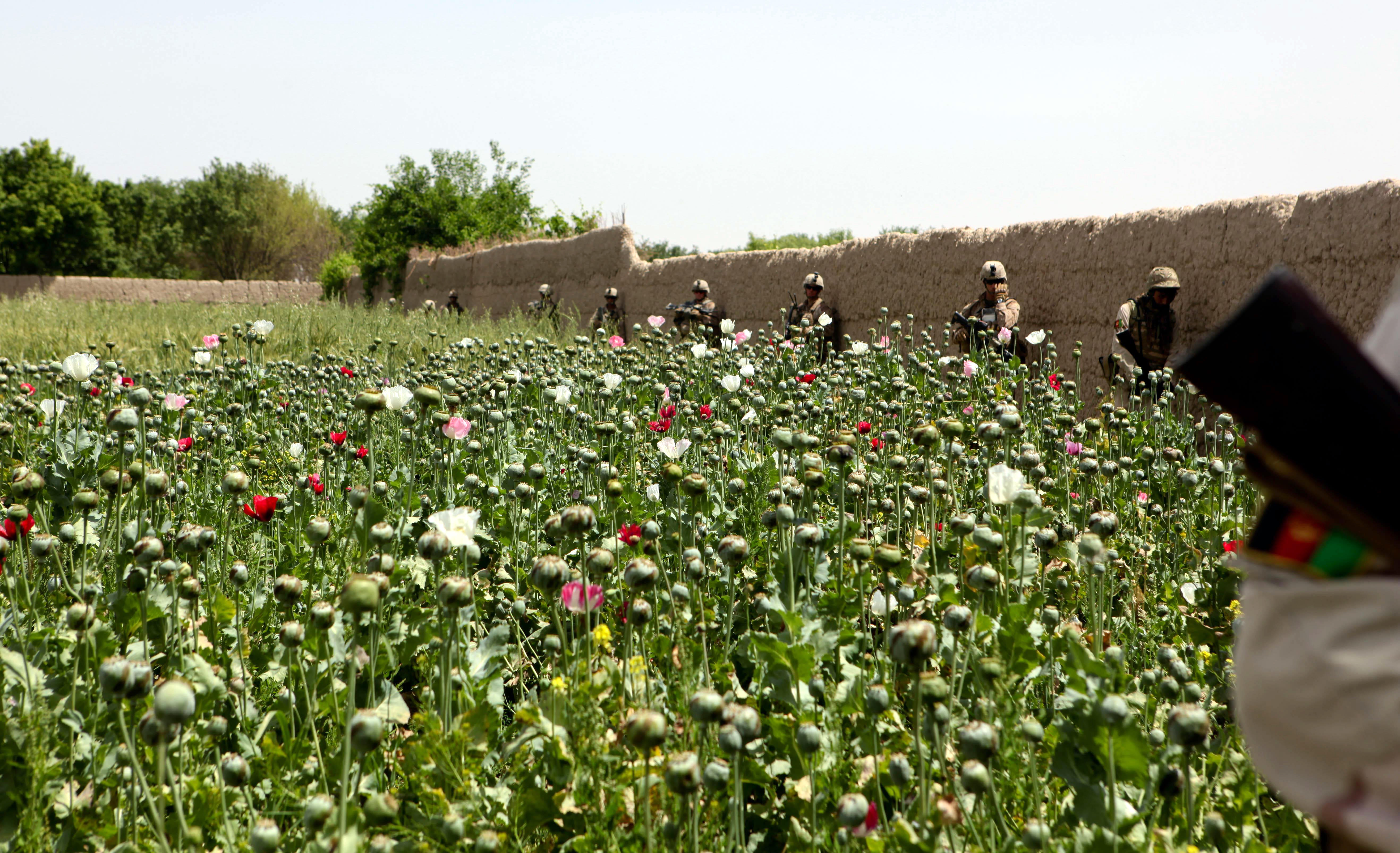
Mohnfeld in Afghanistan

Im Jahr 2005 wurden laut UNODC-Angaben in Afghanistan 30-000 Hektar Ackerland für den Anbau von Cannabis vorbereitet. Dies sei rund ein Drittel der Anbaufläche Marokkos, des weltweit größten Hanfproduzenten.
Afghanistan gewann in den letzten Jahren auch beim Anbau von Schlafmohn wieder vermehrt an Bedeutung. Das Bruttoinlandsprodukt (2002) wurde zur Hälfte vom Opiumhandel erzeugt. Der größte Teil der internationalen Schlafmohnernten stammt heute aus Afghanistan. Im Jahr 2005 kamen nach Schätzungen rund 61 % der in Afghanistan produzierten Opiate über den Iran und 20 % über Pakistan auf den internationalen Markt.
Nach dem Afghanistan Opium Survey 2005 des Büros der Vereinten Nationen für Drogen und Verbrechensbekämpfung (UNODC) wurde im Jahr 2005 im Vergleich zu 2004, Schlafmohn auf einer um 21 % geringeren Fläche (nur 104.000 ha) angebaut. Dies stellte die erste Reduzierung der Anbauflächen seit dem Jahr 2001 dar. Relativiert wurde dieser Erfolg allerdings durch eine Erhöhung der Produktivität. Im Jahr 2005 sank der Ertrag im Vergleich zum Vorjahr daher nur um 2,5 % auf 4100 Tonnen. Daraus folgt, dass Afghanistans Anteil im Jahr 2005 an der weltweiten Opiumproduktion fast keine Veränderung aufwies. Mit 87 % der weltweiten Produktion blieb Afghanistan im Jahr 2005 weiterhin größter Opiumerzeuger.
Die UNODC-Auswertung von Satellitenbildern und Erhebungen am Boden kurz vor der Ernte 2006 zeigen, dass sich die Schlafmohnanbauflächen im Vergleich zu 2005 um 59 % erhöht haben. 2006 wurden in Afghanistan nach den Angaben von UNODC auf rund 165.000 ha Agrarland Schlafmohn angebaut. Das Wiener UNDOC-Büro geht davon aus, dass im Jahr 2006 ca. 6100 t Opium aus den geernteten Schlafmohnkapseln extrahieren werden. Afghanistans Opium-Weltproduktion vergrößert sich damit auf 92 %. In Afghanistan wurde aus diesem Grund seit dem Jahr 2002 mit internationaler Unterstützung die Counter Narcotics Police of Afghanistan (CNPA) aufgebaut.
Im Jahr 2016 wuchs in Afghanistan die Anbaufläche für Schlafmohn um 63 Prozent auf 328.000 Hektar. Afghanistan produzierte im selben Jahr schätzungsweise zwischen 70 und 90 Prozent des weltweiten Opiums. 2017 wurden rund 9000 Tonnen Opium hergestellt. Laut UN waren das 87 Prozent mehr als im Vorjahr. Der Schlafmohn-Anbau übertraf damit den Höchstwert von 224.000 Hektar aus dem Jahr 2014. Die Provinzgouverneure ließen deshalb im Jahr 2017 insgesamt 750 Hektar mit Mohnfeldern zerstören.
2020 produzierte kein Land der Welt mehr Opium als Afghanistan. Die geschätzte Menge lag 2020 bei rund 6.300 Tonnen Opium. Laut UN-Sicherheitsrat sollen die Taliban zwischen 2018 und 2019 durch Besteuerung und Zölle rund 400 Millionen US-Dollar an der Drogenökonomie des Landes mitverdient haben.

### Bolivien
Der Coca-Anbau ist einer der Hauptwirtschaftszweige von Bolivien, vor allem in den Regionen Yungas und Chapare. Coca ist in Bolivien nicht nur ein Rohstoff für Kokain, sondern wird von der heimischen Bevölkerung als Tee (mate de coca) oder zum Kauen genutzt. Zwischen 40.000 und 60.000 Familien (ca. 86 %) in der Region Chapare leben vom Kokaanbau. Das Kokaingeschäft setzt in Bolivien jährlich 1,5 bis 2 Mrd. Dollar um, davon verbleiben den meisten Schätzungen zufolge zwischen US$ 500 und 700 Mio. im Land. Dies entsprach 1997 in etwa dem Wert eines Drittels der legalen Exporte. Bei aller Unklarheit über den tatsächlichen Umfang der Gewinne aus dem Koka- bzw. Kokainsektor kann mit relativer Sicherheit behauptet werden, dass diese nach wie vor beträchtlich sind. Die Drogen- und Kokawirtschaft schafft angesichts hoher Arbeitslosigkeit, niedriger Löhne und einer verschärften ökonomischen Krise Beschäftigung und Einkommen für einen beachtlichen Teil der Bevölkerung von insgesamt 8 Mio. Menschen. Um den Cocaanbau ist ein heftiger Streit zwischen der Regierung und den Cocabauern entbrannt, der mit zu der chaotischen politischen Situation 2002–2003 führte. Der Führer der so genannten cocaleros, Evo Morales, trat in der Präsidentenwahl 2003 als Kandidat an, unterlag jedoch in der Stichwahl knapp. Bei den Wahlen am 18. Dezember 2005 erhielt er 53,7 % der abgegebenen Stimmen und wurde somit zum Präsidenten gewählt.
Am 1. Juli 2001 ist Bolivien aus der internationalen Drogenkonvention ausgestiegen, um das Recht der Einheimischen auf ihre Cocablätter zu sichern. Es trat dem Einheitsabkommen am 10. Januar 2012 unter dem Vorbehalt zu Artikel 50 wieder bei, dass es Anbau, Handel und Konsum von Koka-Blättern in seinem Land gestatten darf. 15 Vertragsparteien erhoben innerhalb eines Jahres Einspruch, womit das für eine Ablehnung verlangte Quorum von einem Drittel aller Staaten klar verfehlt wurde. Somit konnte Bolivien am 11. Januar 2013 wieder als Vertragspartei aufgenommen werden.

### Kolumbien
Die Kokaanbaufläche stieg in Kolumbien im Jahr 2005 noch mal an, obwohl im Jahre 2004 130.000 Hektar Anbaufläche mit Pflanzenvernichtungsmitteln besprüht wurde. Die von den USA finanzierten Sprühaktionen kosteten 2004 umgerechnet schätzungsweise fast eine halbe Milliarde Euro. Im gleichen Zeitraum beschlagnahmten die Behörden etwa 80 Tonnen reinstes Kokain und Heroin mit einem Schwarzmarktwert von etwa fünf Milliarden Euro. Das Land mit dem größten Kokain-Export weltweit hat erhebliche Probleme die Drogenkriminalität in den Griff zu bekommen.
Die Kokainproduktion stieg in Kolumbien von zwischen 2016 und 2017 um 25 Prozent auf rund 2000 Tonnen Kokain. Im Jahr 2017 kamen annähernd 70 Prozent des weltweiten Kokains aus Kolumbien.

### Laos
Die Bewohner des heutigen Laos sind seit dem 18. Jahrhundert mit Opium vertraut. Das Wissen über die Opiumproduktion kam im frühen 19. Jahrhundert mit Einwandernden nach Laos. Opium und andere Drogen sind aus verschiedenen Gründen bis heute in Laos sozial anerkannt. Für Bauern stellt die Opiumproduktion eine wichtige Einkommensquelle dar. Opium ist bedeutend im lokalen Tauschhandel und der Handel damit kompensiert die Umsatzerlöse aus zu niedrig ausgefallenen Reisernten.
1992 wurde geschätzt, dass etwa zwei Prozent der Bevölkerung opiumabhängig waren. 60 Prozent der Abhängigen waren Bewohner der bergigen Regionen im Norden des Landes. Laos war 1995 nach Afghanistan und Myanmar der drittwichtigste Opium produzierende Staat.
Seit 1996 sind Produktion, Handel und Gebrauch von Opium strafbar. Trotzdem wurde für 2001 eine Zahl von 58.000 Drogenabhängigen geschätzt. In zunehmendem Maße werden neben Opium auch Heroin, Amphetamine und Klebstoffe konsumiert.
Die Regierung von Laos versucht in Zusammenarbeit mit dem UNDP und Nichtregierungsorganisationen, das Problem der Drogenkriminalität und -missbrauches zu bekämpfen. Schwerpunkte werden dabei darauf gelegt, den Produzenten von Opium eine alternative Einkommensquelle zu bieten. Parallel dazu werden Bildungsprogramme in den betroffenen Regionen durchgeführt.

### Marokko
Marokko ist nach Angaben der UNODC der größte Produzent von Cannabis und Haschisch. Der Anbau von Hanf erfolgt vor allem im Rif-Gebirge im Norden des Landes, dort hauptsächlich in der Provinz Chefchaouen. In Marokko wurde im Jahr 2003 Hanf auf einer Fläche von ca. 134.000 Hektar angebaut. Die Anbaufläche ging bis zum Jahr 2005 auf 76.400 Hektar zurück. Die Cannabis-Produktion ging im gleichen Zeitraum von 3070 t (2003) auf 1070 t (2005) zurück. Seit Jahrzehnten leben viele hunderttausend Menschen in Marokko vom Cannabis-Anbau, obwohl er bis 2021 offiziell verboten war. Die Regierung tolerierte in jüngerer Vergangenheit vor allem Plantagen, die sich nicht entlang der klassischen touristischen Routen befanden. Viele abgelegenere Täler des Rif-Gebirges sind daher komplett dem Cannabisanbau gewidmet, insgesamt mehr als ein Viertel der gesamten Ackerfläche der Region.

### Mexiko
Der mexikanische Präsidenten Felipe Calderón hat die Bekämpfung der organisierten Drogenkriminalität in Mexiko zu einem seiner wichtigsten Ziele für seine Amtszeit 2006 bis 2012 erklärt. Der als Drogenkrieg in Mexiko bezeichnete bewaffnete Konflikt, der von Polizei- und Militäreinheiten gegen die im Drogenhandel tätigen Drogenkartelle ausgetragen wird, forderte in der Zeit von 2006 bis Juni 2018 rund 200.000 und 250.000 Todesopfer auf allen Seiten gefordert, 26.000 Leichen konnten (Stand August 2019) nicht identifiziert werden.
Die US-Behörden gehen davon aus, dass der Hauptanteil der in die USA geschmuggelten Drogen aus Mexiko stammt. Ein Teil davon wie Marihuana und Methamphetamin wird in Mexiko selbst angebaut oder hergestellt. Vor allem aber ist Mexiko ein Transitland für Kokain aus Kolumbien und anderen südamerikanischen Ländern: Schätzungsweise 90 % des gesamten in den USA verkauften Kokains wird durch Mexiko transferiert und in die USA geschmuggelt. Der in den USA erzielte Erlös aus dem Drogenschmuggel soll für die mexikanischen und kolumbianischen Drogenkartelle jährlich zwischen 18 und 39 Milliarden Dollar betragen.

### Myanmar
Myanmar liegt im sogenannten Goldenen Dreieck, in der Schlafmohn (Papaver somniferum) angebaut und zu Heroin verarbeitet wird. Die Bedeutung Myanmars als Lieferant für den weltweiten Heroinmarkt ist durch das Wiedererstarken der Drogenproduktion in Afghanistan nach dem Sturz der Taliban spürbar gesunken. Myanmar nimmt in der Welt jedoch eine Spitzenposition bei der Produktion von Amphetaminen ein. Das Amphetamin wird in schwer auffindbaren Dschungelfabriken tonnenweise hergestellt und vor allem über Thailand und China in die ganze Welt exportiert.

### Peru
Nach den Angaben der nationalen Behörde zum Kampf gegen Drogen „DEVIDA“ (Comisión Nacional para el Desarrollo y Vida sin Drogas) wurden in Peru im Jahr 2004 110.000 Tonnen Kokablätter geerntet. Der Anteil Perus an der weltweiten Koka-Ernte (Stand 2005) lag mit 30 %, hinter Kolumbien mit 54 % und vor Bolivien mit 16 %, auf dem zweiten Platz. Ungefähr 85 % des Kokaanbaus sind für die illegale Produktion bestimmt. Eine Studie des Instituto Peruano de Economía y Política von 2005 schätzt das Herstellungspotential von Kokain in Peru auf fast 370 Tonnen, was im Land selbst einem Marktwert von einer Milliarde US-Dollar entspräche. Auf den internationalen Märkten in Nordamerika und Europa betrage der Wert dieser Menge das Zwanzigfache. Bei den rund 50.000 vom Kokaanbau lebenden Familien verbleibt laut Nils Ericsson, dem Vorsitzenden von DEVIDA, nur ein Bruchteil dieses Geldes. Sie müssen meist weiterhin in ärmlichen Verhältnissen leben.

## Rechtslage
→ Siehe auch: Rechtliche Aspekte von Cannabis

### Deutschland
Betäubungsmittelgesetz

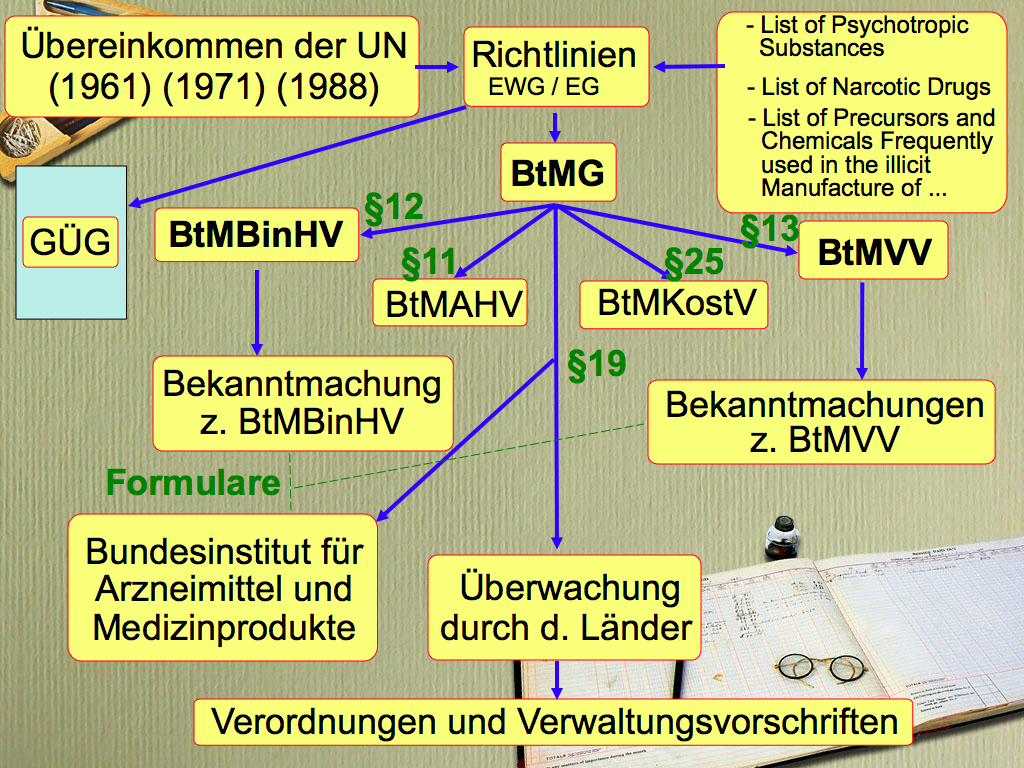
Betäubungsmittelrecht in Deutschland

Nach dem Betäubungsmittelgesetz (BtMG) in Deutschland (§ 3 Abs. 1) bedarf es der Erlaubnis des Bundesinstitutes für Arzneimittel und Medizinprodukte, wenn man Betäubungsmittel:
1. anbauen,
2. herstellen,
3. mit ihnen Handel treiben,

beziehungsweise ohne mit ihnen Handel zu treiben, sie
1. einführen,
2. ausführen,
3. abgeben,
4. veräußern,
5. sonst in den Verkehr bringen,
6. erwerben
7. oder ausgenommene Zubereitungen (§ 2 Abs. 1, Nr. 3 BtMG/Deutschland) herstellen will.

Ohne Erlaubnis ist der Umgang mit Betäubungsmitteln grundsätzlich strafbar. Ausnahmen von der Erlaubnispflicht gibt es nach § 4 BtMG beispielsweise für Betreiber von Apotheken oder für Ärzte. Der bloße Konsum von Betäubungsmitteln ist in Deutschland de jure nicht strafbar, kann jedoch von den Strafverfolgungsbehörden als Anfangsverdacht für einen Drogenbesitz gewertet werden. Bei Abhängigkeit (§ 35 BtMG) oder „wenn die Schuld des Täters als gering anzusehen ist, kein öffentliches Interesse an der Strafverfolgung besteht und der Täter das Betäubungsmittel lediglich zum Eigenverbrauch in geringer Menge anbaut, herstellt, einführt, ausführt, durchführt, erwirbt, sich in sonstiger Weise verschafft oder besitzt“ (§ 31a BtMG) kann von einer Strafe abgesehen werden.
Erlaubnis nach § 3 Abs. 2 BtMG
Gemäß § 3 Abs. 1 BtMG erfordert der Anbau, die Herstellung, der Handel etc. mit Betäubungsmitteln eine Erlaubnis des Bundesinstituts für Arzneimittel und Medizinprodukte. Eine Erlaubnis für die in der Anlage 1 genannten Betäubungsmittel kann nach § 3 Abs. 2 BtMG zu wissenschaftlichen oder anderen im öffentlichen Interesse liegenden Zwecken erteilt werden.
Nach einem Urteil des Bundesverwaltungsgerichtes (BVerwG 19. Mai 2005 – 3 C 17/04) kann die Behandlung mit Cannabis im Rahmen einer Multiple-Sklerose-Erkrankung therapeutisch gerechtfertigt sein. Die Erlaubnis nach § 3 Abs. 2 BtMG ist deshalb zu erteilen: Nach der Begründung der Richter ist ein öffentliches Interesse dann gegeben, wenn das Vorhaben zumindest auch einem Anliegen der Allgemeinheit entspricht. Ein solches Anliegen ist die medizinische Versorgung der Bevölkerung, die laut § 5 Abs. 1 Nr. 6 BtMG auch einer der Gesetzeszwecke des Betäubungsmittelgesetzes ist. Diese Versorgung realisiert sich jedoch in der Versorgung einzelner Individuen, z. B. eines Menschen mit Multiple-Sklerose-Erkrankung.
Straftatbestände in Zusammenhang mit Drogenkriminalität (Betäubungsmitteldelikte)
Eine Erscheinungsform von Drogenkriminalität sind die Betäubungsmitteldelikte, die unmittelbar mit dem Besitz, Verkauf, Handel p.p. mit Drogen in Zusammenhang stehen. Als weitere Form der Drogenkriminalität ist die Beschaffungskriminalität zu nennen.
Die Strafbarkeit von Betäubungsmitteldelikten richtet sich nach dem Betäubungsmittelgesetz. In den §§ 29–30b BtMG sind eine Vielzahl von Straftatbeständen geregelt, die beispielsweise auch die unerlaubte Abgabe von Betäubungsmittel durch Apotheken und Ärzte betreffen und damit nur am Rande mit dem Begriff der Drogenkriminalität in Zusammenhang stehen. Die nachfolgenden Ausführungen erheben daher keinen Anspruch auf vollständige Auflistung sämtlicher Straftatbestände des BtMG, auf Ordnungswidrigkeiten wird ebenfalls nicht eingegangen!
§ 29 I Nr. 1 und Nr. 3 BtMG
Von praktischer Bedeutung sind vor allem die Grunddelikte des § 29 I Nr. 1 und Nr. 3 BtMG. Danach macht sich strafbar, wer Betäubungsmittel unerlaubt anbaut, herstellt, mit ihnen Handel treibt, sie, ohne Handel zu treiben, einführt, ausführt, veräußert, abgibt, sonst in den Verkehr bringt, erwirbt oder sich in sonstiger Weise verschafft (Nr. 1) bzw. sie besitzt, ohne zugleich im Besitz einer schriftlichen Erlaubnis für den Erwerb zu sein (Nr. 3). Derartige Straftaten werden mit Freiheitsstrafe bis zu fünf Jahren oder mit Geldstrafe bestraft.
Der Konsum selbst ist nicht unter Strafe gestellt. Grundsätzlich ist jedoch davon auszugehen, dass derjenige, der Betäubungsmittel konsumiert oder konsumiert hat – was sich auch aus Blutproben ergeben kann, die der Täter anlässlich einer anderen Straftat, beispielsweise einer Trunkenheitsfahrt, abgeben musste – zuvor auch im Besitz dieser Betäubungsmittel war. Es besteht daher bei Feststellung eines Konsums zumeist auch ein Anfangsverdacht für den Besitz von Betäubungsmitteln, so dass ein Strafverfahren eingeleitet wird.
Delikte mit erhöhtem Strafrahmen
Beruhend auf diesen Grundtatbeständen werden eine Reihe von Delikten mit höherer Strafe bedroht. Auf den ersten Blick erscheint die nachfolgend geschilderte Regelung vergleichsweise verwirrend. Sie beruht jedoch grundsätzlich auf dem Prinzip, dass eine erhöhte Gefährdung auch zu erhöhter Strafe führt. Diese erhöhte Gefährdung kann insbesondere darauf beruhen, dass der Täter gewerbsmäßig handelt, die Mengen eine gewisse Grenze überschreiten oder die Täter sich zu einer Bande zusammengeschlossen haben oder auf einer Kombination mehrerer Erschwerungsgründe.
Mit Beschluss des Bundesverfassungsgerichtes (BVerfG) vom 18. September 2006 (2 BvR 2126/05) ist die gängige Auslegung des Begriffes „Handeltreibens“ des BGH mit dem Bestimmtheitsgrundsatz vereinbar und damit der Diskussion bis auf Weiteres weitgehend entzogen. Hiernach umfasst der Begriff des Handeltreibens (nach dem Betäubungsmittelgesetz) „jede eigennützige, auf den Umsatz von Betäubungsmitteln gerichtete Tätigkeit“ (vgl. auch NJW 2007, 1193). Das BVerfG legt damit eine sehr weite Auslegung des Handeltreibens zu Grunde. Eine Tat ist auch dann vollendet, wenn der erstrebte Umsatz von Betäubungsmitteln nicht erreicht wird. Die Eigennützigkeit liegt vor, wenn das Handeln des Täters „vom Streben nach Gewinn geleitet wird oder er sich irgendeinen anderen persönlichen Vorteil verspricht, durch den er materiell oder immateriell besser gestellt wird“ (vgl. BGH Beschluss vom 30. November 2004, 3 StR 424/04). Damit wird auch die Eigennützigkeit sehr weit ausgelegt. Ein immaterieller Vorteil muss „objektiv messbar“ sein, d. h. für einen Dritten erkennbar.

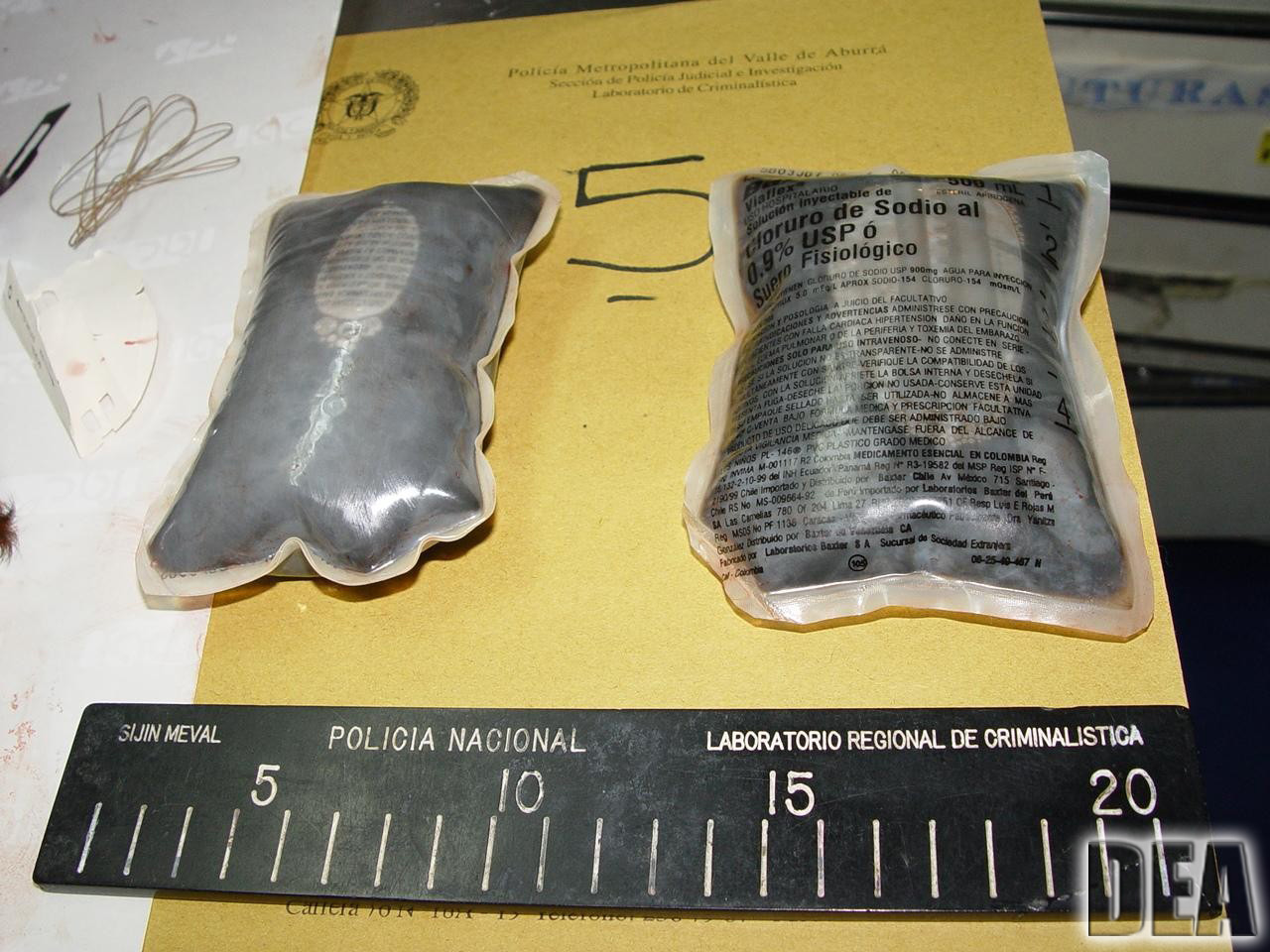
Sichergestelltes Heroin

Eine deutliche erhöhte Strafe, nämlich Freiheitsstrafe von einem bis zu fünfzehn Jahren, wird gemäß § 29 III BtMG dann verhängt, wenn ein besonders schwerer Fall vorliegt. Davon ist gemäß § 29 III Nr. 1 BtMG insbesondere dann auszugehen, wenn der Täter in den Fällen des § 29 I Nr. 1 gewerbsmäßig handelt. Gewerbsmäßig handelt er dann, wenn er die oben genannten Taten begeht, um sich daraus eine nicht nur vorübergehende Einnahmequelle von einigem Umfang zu verschaffen. Dies kann beispielsweise auch dann der Fall sein, wenn der Täter mit Drogen handelt, um daraus seinen eigenen Drogenkonsum zu finanzieren. Rechtlich werden diese Taten als Vergehen eingestuft, das heißt, dass zumindest die Möglichkeit einer Verfahrenseinstellung gemäß §§ 153, 153a der Strafprozessordnung (StPO) unter dem Gesichtspunkt des Opportunitätsprinzips besteht. Dies eröffnet Gerichten und Staatsanwaltschaften die Möglichkeit, das Verfahren beispielsweise wegen geringen Verschuldens einzustellen, auch wenn der Tatnachweis geführt werden kann.
Einen identischen Strafrahmen wie die Delikte gemäß § 29 III, nämlich Freiheitsstrafe zwischen einem und fünfzehn Jahren, haben auch die Delikte gemäß § 29a. Es handelt sich hierbei jedoch um Verbrechen. Dies bedeutet, dass eine Verfahrenseinstellung nach den §§ 153, 153a StPO rechtlich nicht möglich ist. Wenn der Tatnachweis zu führen ist, muss eine Strafe verhängt werden. § 29a stellt zum einen die Abgabe von Betäubungsmitteln durch eine Person über 21 Jahren an eine Person unter 18 Jahren (§ 29a I Nr. 1 BtMG) und zum anderen das Handeltreiben mit Betäubungsmitteln in nicht geringer Menge sowie die Herstellung, die Abgabe und den Besitz von Betäubungsmitteln in nicht geringer Menge (§ 29a I Nr. 2 BtMG) unter Strafe. Die Grenzen zwischen geringer und nicht geringer Menge unterscheiden sich naturgemäß bei den verschiedenen Betäubungsmitteln. Es ist auch nicht die Gesamtmenge entscheidend, sondern die Menge des hierin enthaltenen Wirkstoffs. Diese kann – falls erforderlich – durch Gutachten festgestellt werden.
Eine nochmals höhere Freiheitsstrafe droht bei der Begehung der Verbrechenstatbestände des § 30 BtMG. Darin sind die unerlaubte Einfuhr von Betäubungsmitteln in nicht geringer Menge, die leichtfertige Verursachung des Todes einer Person durch Betäubungsmittelabgabe, die gewerbsmäßige Begehungsweise des § 29a I Nr. 1 BtMG und bandenmäßiges Anbauen, Herstellen und Handeltreiben mit Betäubungsmitteln unter Strafe gestellt. Für derartige Taten wird Freiheitsstrafe zwischen zwei und fünfzehn Jahren verhängt.
Mit Freiheitsstrafe zwischen fünf und fünfzehn Jahren wird schließlich gemäß § 30a BtMG insbesondere das bandenmäßige Anbauen, Herstellen und Handeltreiben mit Betäubungsmitteln in nicht geringer Menge unter Strafe gestellt und das Handeltreiben unter Mitführung einer Waffe unter Strafe gestellt. Beim bewaffneten Handeltreiben ist Voraussetzung, dass mit einer nicht geringen Menge Betäubungsmittel Handel getrieben wird und dabei eine Schusswaffe oder ein sonstiger gefährlicher Gegenstand mitgeführt wird. Bei Gebrauchsgegenständen, die objektiv geeignet sind, körperliche Verletzungen herbeizuführen, ist das konkrete Verfügungsbewusstsein des Täters sehr kritisch zu prüfen.
Strafmilderungsgründe, Absehen von Strafe und Absehen von der Erhebung der öffentlichen Klage
Es macht sich auch derjenige gemäß § 29 ff. BtMG strafbar, der lediglich Betäubungsmittel in geringen Mengen zum Eigenverbrauch ankauft, besitzt usw. Gemäß den §§ 29 V und 31a BtMG können in diesen Fällen jedoch die Staatsanwaltschaft oder das Gericht das Verfahren einstellen bzw. von Strafe absehen. Ein Anspruch hierauf besteht jedoch nicht. Die Staatsanwaltschaften und Gerichte entscheiden vielmehr von Einzelfall zu Einzelfall. Eine bedingungslose Einstellung kommt zumeist nicht in Betracht, wenn die Tat zu einer Fremdgefährdung geführt hat.
Strafmildernd können sich gemäß § 31 BtMG Angaben des Täters zur Tatbeteiligung weiterer Personen auswirken, wenn dadurch die Tat über seinen eigenen Tatbeitrag hinaus aufgedeckt werden kann oder geplante Taten verhindert werden können. Erforderlich ist ein Aufklärungserfolg. Bei bloßen Aufklärungsbemühungen ist § 31 BtMG nicht anwendbar. Eine Strafmilderung ist ausgeschlossen, sobald das Gericht das Hauptverfahren eröffnet hat. Ab diesem Zeitpunkt können Angaben nur noch als allgemeiner Strafmilderungsgrund gewürdigt werden.
Mit dem § 37 bietet das Betäubungsmittelgesetz der Staatsanwaltschaft zudem die Möglichkeit, vorläufig von der Erhebung einer Anklage abzusehen, wenn die Tat aufgrund Betäubungsmittelabhängigkeit begangen wurde, keine höhere Strafe als eine Freiheitsstrafe von bis zu zwei Jahren zu erwarten ist und der Täter sich einer Behandlung unterzieht und seine Resozialisierung zu erwarten ist. Unter denselben Umständen kann nach Anklageerhebung auch das Gericht mit Zustimmung der Staatsanwaltschaft das Verfahren vorläufig einstellen. Erfüllen sich die genannten Voraussetzungen nicht, wird das Verfahren fortgesetzt.
Im Übrigen kommen auch Verfahrenseinstellungen nach den allgemeinen Regelungen der Strafprozessordnung bzw. bei Jugendlichen und Heranwachsenden nach dem Jugendgerichtsgesetz in Betracht.
Nach einer rechtsvergleichenden Untersuchung des Max-Planck-Institut für ausländisches und internationales Strafrecht in den Bundesländern gibt es eine ungleiche Rechtspraxis bei Verfahrenseinstellung nach § 31a BtMG. In Nordrhein-Westfalen kommt beispielsweise in den Verfahren, die den Umgang mit anderen unerlaubten Betäubungsmitteln (Heroin, Kokain und Amphetamin usw.) betreffen, eine Anwendung von § 31a BtMG nur in Ausnahmefällen in Erwägung. Wegen der besonderen Gesundheitsgefahren und dem Erziehungsgedanken kommt bei jugendlichen und heranwachsenden Beschuldigten eine Einstellung wegen einer geringen Menge in der Regel nur unter Auflagen im Sinne des § 45 Absatz 2 JGG in Betracht.
Neue-psychoaktive-Stoffe-Gesetz
Das Neue-psychoaktive-Stoffe-Gesetz (NpSG) wurde am 21. November 2016 erlassen, um eine bestehende Gesetzeslücke zu schließen. Das NpSG verbietet grundsätzlich, mit einem neuen psychoaktiven Stoff Handel zu treiben, ihn in den Verkehr zu bringen, ihn herzustellen, ihn zu verlagern, ihn zu erwerben, ihn zu besitzen oder ihn einem anderen zu verabreichen (§ 3 Abs. 1 NpSG). In Ergänzung enthält das NpSG zum einzelstofflichen Ansatz des Betäubungsmittelgesetzes eine Stoffgruppenregelung, um NPS rechtlich effektiver begegnen zu können.
Die beiden Stoffgruppen von NPS, die dem Verbot unterliegen, sind in der Anlage des Gesetzes aufgeführt:
- Von 2-Phenylethylamin abgeleitete Verbindungen (d. h. mit Amphetamin verwandte Stoffe, einschließlich Cathinone)
- Cannabinoidmimetika/synthetische Cannabinoide (d. h. Stoffe, die die Wirkung von Cannabis imitieren)[41]

Beschaffungskriminalität
Die Beschaffungskriminalität richtet sich entweder auf die Erlangung von Drogen (vgl. oben Definition) oder auf die Erlangung von Bargeld oder Waren, für die ihrerseits wieder Bargeld zum Ankauf von Drogen erlangt werden kann. Neben Ladendiebstahl kommen hier insbesondere Einbruchsdiebstahl in Fahrzeuge und Firmenräume in Betracht.

### Österreich und Schweiz

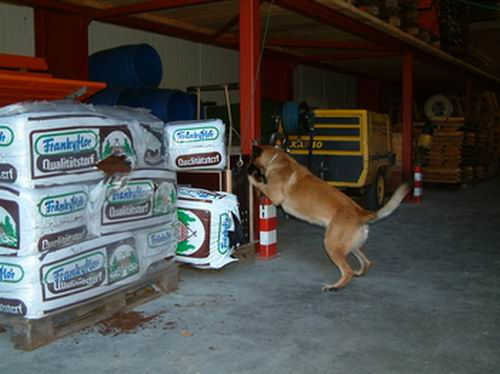
Drogenspürhund bei der Arbeit

Nach dem Suchtmittelgesetz ist dort, wie in anderen Ländern, fast alles strafbar. Dazu gehört: Der Erwerb, der Besitz, das Inverkehrsetzen, die Ein- oder Ausfuhr, die Erzeugung, das Überlassen oder Verschaffen von Betäubungsmitteln. Der Konsum von Suchtgiften an sich ist in Österreich nicht strafbar. In der Schweiz ist gemäß Art. 19a Betäubungsmittelgesetz auch der Konsum von Betäubungsmitteln strafbar. Das Neue-Psychoaktive-Substanzen-Gesetz (NPSG) in Österreich sieht seit dem 1. Februar 2012 Freiheitsstrafen für Händler von einem bis zu zehn Jahren vor.

### Niederlande
Die Niederlande hatten sich internationalen Verträgen (u. a. 1961, 1971, 1988) angeschlossen. Deshalb sind nach dem niederländischen Betäubungsmittelgesetz (Opiumwet), anders als meist angenommen, fast alle Drogen verboten. Grundsätzlich sind in den Niederlanden dieselben Handlungen strafbar wie in vielen anderen Ländern. Dazu zählt auch der Besitz vieler Arten von Drogen. Nur der Verkauf von maximal 5 Gramm Cannabis in legalen Coffeeshops wird geduldet bzw. nicht sanktioniert. Der Konsum von Drogen ist wie in Deutschland und vielen anderen EU-Staaten straffrei.

Die Betreiber von Coffeeshops können ihre Ware nur illegal einkaufen, weil der Großhandel weiter verboten ist.
Schon in den 1980er Jahren kam eine Kommission der niederländischen Regierung zu dem Ergebnis, dass die organisierte Kriminalität außer Kontrolle gerate. Der Vorsitzende der größten niederländischen Polizeigewerkschaft, Nederlandse Politiebond, kritisierte 2021, dennoch sei viel zu wenig in den Kampf gegen das Verbrechen und in die Polizei investiert worden; es werde „schlimmer und schlimmer.“ Drogen gelangen über die Seehäfen, darunter den Hafen von Amsterdam und den Hafen Rotterdam, ins Land. Die Niederlande gelten als wichtigstes Drehkreuz des Drogenhandels in Europa.
Seit etwa 2000 sterben jedes Jahr 20 bis 30 Angehörige von Drogenbanden. Schießereien auf offener Straße sind dabei keine Seltenheit. Am 29. Dezember 2012 ermordete ein Killerkommando zwei junge Männer in einer Schießerei mit AK-47-Sturmgewehren mitten in Staatsliedenbuurt, einem Wohnviertel von Amsterdam. Solche Auftragsmorde nennt die niederländische Polizei Liquidatie.
Im September 2019 wurde Derk Wiersum, der Anwalt des Kronzeugen Nabil B., vor seinem Haus erschossen. Auch der ältere Bruder dieses Kronzeugen wurde erschossen.
Peter R. de Vries stand im 'Marengo-Prozess' Nabil B. als Medienberater bei; er wurde am 6. Juli 2021 angeschossen und lebensgefährlich verletzt.
Im Oktober 2017 erschien eine im Auftrag des niederländischen Justizministeriums erstellte Studie mit dem Titel Liquidaties in Nederland.

### Tschechien
In Tschechien war der Besitz geringer Mengen an Drogen seit 2010 legal. Die Regierung hatte Obergrenzen für die verschiedenen Drogenarten festgelegt. Das Verfassungsgericht in Brünn erklärte im August 2013 die bestehende Regelung aus dem Jahr 2010 für ungültig. Die Höhe des erlaubten Drogenbesitzes muss nach dem Urteil wieder von den Gerichten im Einzelfall festgelegt werden.

## Drogenbekämpfung
Der deutsche Kriminologe Arthur Kreuzer unterschied bereits 1979 in der Drogenpolitik drei Grundstrategien (approaches) welche sich hauptsächlich auf den Konsumentenkreis illegaler Drogen bezog. Folgende drei unterschiedliche Strategien gab es nach der Ansicht von Kreuzer:
1. Sozialpolitische Strategie (social approach). Dieser Ansatz umfasst therapeutische, soziale und pädagogische Maßnahmen bzw. alle Empfehlungen der Prävention. Er richtet sich nicht an die Angebotsseite, sondern an die Nachfrageseite mit dem Ziel diese zu schwächen. Drogenkonsum ist eine gesamtgesellschaftliche Aufgabe. Die Gesellschaft muss deshalb Alternativen zum Drogenkonsum schaffen.
2. Kriminalpolitische bzw. legalistische Strategie (legal approach). Die Strategie richtet sich gegen die Verfügbarkeit von Drogen. Träger dieses Ansatzes sind primär die Strafverfolgungsbehörden und die Justiz.
3. Liberale bzw. Antiprohibitive Strategie (liberal approach). Dieser Ansatz ist gegen die Kriminalisierung der Drogenkonsumenten. Die Strategie lehnt ein strafrechtliches Vorgehen gegen die Nachfrageseite und in vielen Fällen auch gegen die Angebotsseite ab.

In der heutigen deutschen Drogenpolitik gibt es in der Parteienlandschaft heftige Auseinandersetzung über die beste Strategie im Umgang mit Drogen, insbesondere mit Cannabis. Die Parteiprogramme der im Bundestag vertretenden Parteien enthalten unterschiedliche Konzepte zur Lösung der Drogenproblematik. Die Lösungsansätze der Parteien basieren auf den folgenden zwei Ansätzen:
- Dem repressiven Ansatz, der den Anbau, die Herstellung, den Vertrieb sowie Besitz von Drogen verbieten möchte. Der repressive Ansatz propagiert eine drogenfreie Gesellschaft und kriminalisiert viele Drogen.
- Dem akzeptierende bzw. progressive Ansatz, der geht davon aus, dass eine drogenfreie Welt illusorisch ist und die betroffenen Drogen trotz Repression konsumiert werden. Es gilt durch verschiedene Programme Schadensminimierung (Harm-Reduction) zu betreiben. Nach diesem Ansatz, sollte der Konsum von Drogen in privatem Rahmen oder unter kontrollierten Bedingungen in Drogenkonsumräumen erlaubt sein.

Ob der Schutz des Individuums besser durch den repressiven oder progressiven Ansatz geleistet wird, ist vor allem in der Politik strittig. Die Befürworter und Gegner (Krieg gegen Drogen) einer Drogenlegalisierung argumentieren häufig mit ideologischen Punkten. Ein Ende der Debatte ist derzeit nicht in Sicht. Diverse wissenschaftliche Studien zum Thema kommen zum Schluss, dass eine Drogenpolitik keinen Einfluss habe.
Die Drogenpolitik einzelner EU-Staaten muss heute in dem Zusammenhang europäischen und globalen Drogenpolitik gesehen werden. Die Mitgliedsstaaten der Europäischen Union tragen zur Gestaltung der Grundsätze und Maßnahmen in der europäischen Drogenpolitik bei und sind selbstverständlich, wie sämtliche Mitgliedsstaaten, zur Umsetzung derselben verpflichtet.
Alle EU-Staaten sind als Mitglieder der Vereinten Nationen sämtlichen Völkerrechtsverträgen zur Drogenkontrolle beigetreten. Die Staaten haben sich damit verpflichtet, die Bestimmungen dieser Übereinkommen innerstaatlich umzusetzen und die erforderlichen Informationen zur Überwachung an die UNDCP (Drogenkontrollorgane der Vereinten Nationen) weiterzuleiten.

### Komplexität

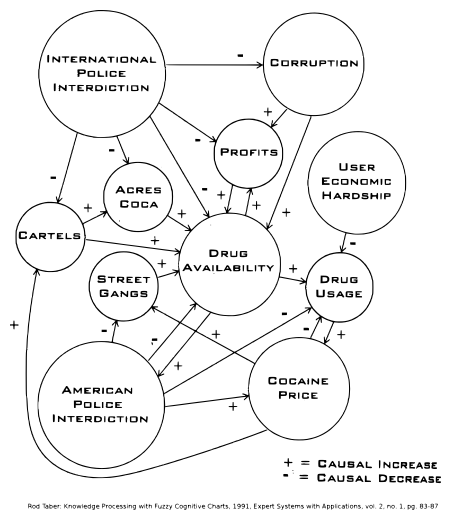
Kausal„netz“

In der Bekämpfung der Drogenbekämpfung wird unterhalb politischer und moralischer Methodenorientierung („social“, „legal“, „liberal“) auf den ausführenden Ebenen angestrebt, zielorientiert zu arbeiten, denn die Aufgabenstellung ist so komplex, dass mögliche Lösungen aus politischer und moralischer Sicht kontraintuitiv erscheinen können. Dazu muss die Komplexität des Drogengeschäftes mit seinen verschiedenen Faktoren verstanden werden: Ein praktisch angewandtes Instrument zur Darstellung komplexer Wirkzusammenhänge ist die Fuzzy Cognitive Map (FCM, wörtlich übersetzt: „unscharfe kognitive Karte“). Das „Fuzzy“ in FCM rührt daher, dass die mit Hilfe der FCM durchführbaren Berechnungen aus der Mathematik unscharfer Mengen (Fuzzy Sets) abgeleitet werden können, obwohl die praktischen Berechnungen dann keine unscharfen Mengen verwenden, sondern nur einfach handhabbare Skalare. Rod Taber verwendet eine solche FCM zur Darstellung von elf Faktoren des Drogengeschäfts in der Form eines Hasse-Diagramms. (Die FCM von Rod Taber wurde in Bart Koskos Buch Fuzzy Thinking abgebildet.)
In der im Folgenden beschriebenen Darstellung ist das Ziel die Verringerung der Drogenverfügbarkeit. Gesucht sind die zur Zielerreichung geeignetsten Methoden. Dazu muss die Bedeutung der Faktoren des Drogenmarktes ermittelt werden. Aus Rod Tabers FCM lässt sich dafür eine Wirkmatrix ableiten: In der linken Spalte sind die Faktoren als Wirkfaktoren aufgelistet, in der obersten Zeile sind dieselben Faktoren als Objekte der Wirkungen nebeneinander aufgereiht. Dann wurde in der Tabelle eingetragen, wie die Faktoren in der linken Spalte auf die Faktoren in der oberen Reihe wirken. Im hier vorliegenden Fall wird dafür eine trinäre Logik mit drei Skalaren verwendet: positive Wirkung (Stärkung oder +1), negative Wirkung (Schwächung oder −1) und keine signifikante Wirkung (leeres Feld oder 0):
|                        | Drogen- konsum | intl. Polizei | Landes- Polizei | Drogen- verfügbar- keit | Korruption | Ver- braucher- armut | Kartelle | Anbau- flächen | Profite  | Straßen- gangs | Drogen- preis |
| ---------------------- | -------------- | ------------- | --------------- | ----------------------- | ---------- | -------------------- | -------- | -------------- | -------- | -------------- | ------------- |
| Drogen- konsum         |                |               |                 |                         |            |                      |          |                |          |                | stärkt        |
| internationale Polizei |                |               |                 | schwächt                | schwächt   |                      | schwächt | schwächt       | schwächt |                |               |
| Landespolizei          | schwächt       |               |                 | schwächt                |            |                      |          |                |          | schwächt       | stärkt        |
| Drogenver- fügbarkeit  | stärkt         |               | stärkt          |                         |            |                      |          |                | stärkt   |                |               |
| Korruption             |                |               |                 | stärkt                  |            |                      |          |                | stärkt   |                |               |
| Verbraucher- armut     | stärkt         |               |                 |                         |            |                      |          |                |          |                |               |
| Kartelle               |                |               |                 | stärkt                  |            |                      |          | stärkt         |          |                |               |
| Anbauflächen           |                |               |                 | stärkt                  |            |                      |          |                |          |                |               |
| Profite                |                |               |                 | stärkt                  |            |                      |          |                |          |                |               |
| Straßen- gangs         |                |               |                 | stärkt                  |            |                      |          |                |          |                |               |
| Drogen- preis          | schwächt       |               |                 |                         |            |                      | stärkt   |                |          | stärkt         |               |

In solch einer Matrix dargestellt, lassen sich die Wechselwirkungen auch berechnen. Damit ist es möglich, andere Wirkzusammenhänge zu diskutieren und ihre Wirkung zu simulieren, denn der Inhalt der FCM ist nur eine von mehreren möglichen Hypothesen.

### International

#### Deutschland

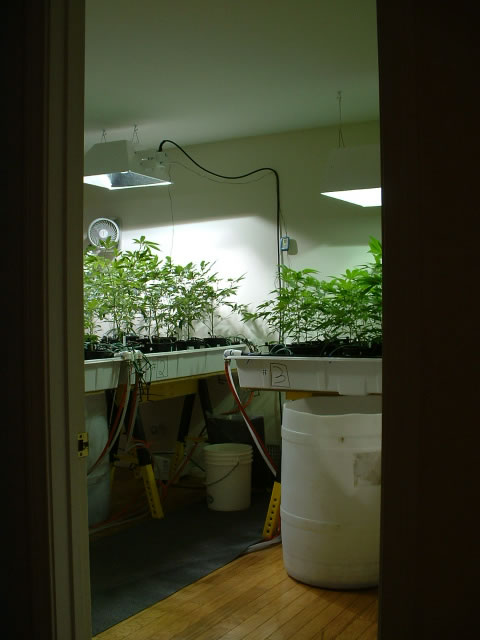
Zuchtanlage, sogenanntes Indoor-Growing

Die präventiven bzw. repressiven Maßnahmen in Deutschland werden in dem jährlich erscheinenden Aktionsplans Drogen und Sucht der Bundesregierung festgelegt. Derzeit basieren die Maßnahmen auf den nachfolgenden vier Säulen des Aktionsplans:
- die Drogenprävention (z. B. durch die Bundeszentrale für gesundheitliche Aufklärung, Gläserne Schule)
- die Behandlung von Suchterkrankungen (z. B. Drogensubstitution, Drogentherapie, Drogenberatung)
- die Überlebenshilfen (z. B. durch Drogenkonsumräume, Notfallhilfe) für stark abhängige Menschen
- die Angebotsreduzierung und repressive Maßnahmen (u. a. durch Strafverfolgungsbehörden)

Dazu gehört auch ein umstrittener Modellversuch zur heroingestützten Behandlung sogenannter Originalstoffsubstitution in mehreren Bundesländern und Städten in Deutschland. Modellhaft für diese Art der akzeptierenden Drogenpolitik ist der so genannte Frankfurter Weg.

#### EU
In Europa richten sich die Maßnahmen der Drogenprävention an die allgemeine Bevölkerung (universale Prävention), an die am stärksten gefährdeten Gruppen (selektive Prävention) oder Einzelpersonen (indizierte Prävention). Die am weitesten entwickelten Modelle der universalen Prävention sind Programme für Schüler, die in Bezug auf Inhalt und Umsetzung wissenschaftlich relativ gut fundiert sind. Die universale Prävention außerhalb der Schule verfügt ebenfalls über ein erhebliches Potenzial, jedoch wird diese Art der Prävention zurzeit nur in einigen wenigen Ländern umgesetzt.
Am 12. November 2004 legte die EU in einem Rahmenbeschluss zur Bekämpfung des Drogenhandels fest, in welchem Rahmen sich die gesetzlich vorzusehenden Höchststrafen in den Mitgliedsstaaten bei Drogenhandelsdelikten und beim unerlaubten Umgang mit so genannten Grundstoffen, die zur illegalen Drogenherstellung verwendet werden sollen, mindestens bewegen müssen:
- Der Handel mit Drogen, der sich eine geringe Menge bzw. auf nicht besonders gefährliche Drogen bezieht, soll im Höchstmaß mit einer Freiheitsstrafe von mindestens einem bis drei Jahren belegt werden.
- Drogenhandel mit einer großen Menge bzw. mit besonders gefährlichen Drogen oder der Handel mit Drogen, die bei mehreren Personen zu schweren gesundheitlichen Schäden führen könnten, sollen im Höchstmaß mit einer Freiheitsstrafe von mindestens fünf bis zehn Jahren bedroht werden.
- Die Freiheitsstrafe soll im Höchstmaß mindestens zehn Jahre betragen, wenn solche Taten von einer kriminellen Bande begangen werden.
- Bei näher umschriebenen schweren Fällen des illegalen Umgangs mit Grundstoffen, die zur Herstellung von Drogen verwandt werden, soll eine Höchststrafe von mindestens fünf bis zehn Jahren Freiheitsstrafe gelten.
- Ferner enthält der Beschluss Vorgaben für die Definition der einzelnen Drogendelikte, die Möglichkeit der Strafmilderung, wenn der Täter den Strafverfolgungsbehörden sachdienliche Hinweise gibt, Regeln zur Verantwortlichkeit juristischer Personen, zu deren Gunsten die Tat geschieht, und schließlich Bestimmungen zur Gerichtsbarkeit der Mitgliedstaaten.

Das deutsche Betäubungsmittelgesetz berücksichtigt bereits die EU-Vorgaben.
Weitere Maßnahmen der Europäischen Union wurden in dem EU-Drogenaktionsplan (2013–2016) geregelt. Die Leitlinien des Planes konzentrieren sich auf fünf Aktionsachsen: Koordinierung, Nachfragereduzierung, Angebotsreduzierung, internationale Zusammenarbeit sowie Information, Forschung und Evaluierung.
Der Europäische Rat hat weiterhin 2012 die EU-Drogenstrategie für den Zeitraum 2013–2020 verabschiedet.

#### China
In China wurde am 22. August 2006 ein Gesetz zur Bekämpfung der Drogenkriminalität in die Tagesordnung des Ständigen Ausschusses des chinesischen Nationalen Volkskongresses aufgenommen. Dieses Gesetz soll die Expansion von Drogenkriminalität verhindern, Drogenstraftaten genau definieren, Drogenentzugmaßnahmen regeln und festlegen, ob die Einnahme von Drogen strafrechtlich verfolgt wird. Drogenbekämpfung wird zukünftig nach dem neuen Gesetz eine gesamt gesellschaftliche Aufgabe sein.
Im Jahr 2005 gab es laut offiziellen Angaben in China 1,16 Mio. Drogensüchtige. 700.000 davon sollen Heroin konsumieren. Legt man diese Zahlen zugrunde, kosten die Abhängigen jährlich 40 Mrd. Yuan RMB.

#### USA
Viele internationale Konferenzen wurden zu Beginn des 20. Jahrhunderts auf Initiative der USA einberufen. Die ersten US-Regelungen entstanden hauptsächlich vor dem Hintergrund moralpolitischer Motive. Der Harrison Narcotic Act untersagte 1914 in den USA zunächst den freien Verkauf von Kokain und Opium. Drei Jahre später setzte die Abstinenzbewegung in den USA die Prohibition durch. Den Vereinigten Staaten wird seit mehreren Jahrzehnten von verschiedenen Seiten vorgeworfen, dass sie ihre politischen und taktischen Ziele über internationale Drogenverträge regeln wollen.

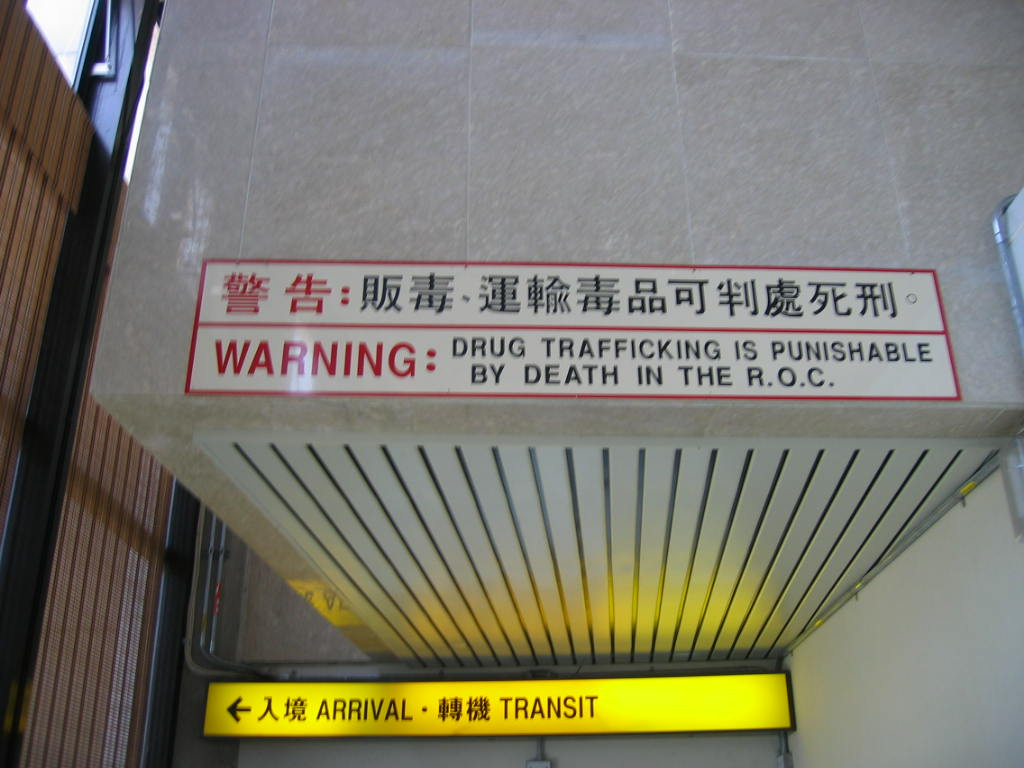
Hinweis auf Strafe bei Drogeneinfuhr

Die Drogenkriminalität hat in den USA seit den 1960er Jahren zugenommen. Die Drogenbekämpfung kostet, nach den Angaben des U.S. Public Health Service im Jahr 2004, die USA rund 600 Dollar pro Sekunde. Im gleichen Jahr wurden nach FBI-Angaben in den USA 1.511.000 Personen wegen Drogendelikten festgenommen. Fast die Hälfte aller Festnahmen (46,5 %) stand im Zusammenhang mit dem Besitz von Cannabis. Die Drogenkriminalität beschäftigt allein in den USA rund 400.000 Polizisten. Die festgenommenen Täter belasten die US-Gerichte erheblich. Sie nehmen die Hälfte der Gesamtzeit aller US-Gerichtsverfahren ein.
Der Gebrauch, Besitz und Verkauf von Cannabis in den USA ist durch Bundesrecht verboten. Dennoch haben bisher 19 der 50 amerikanischen Bundesstaaten sowie der Bundesdistrikt und Regierungssitz Washington, D. C. Cannabis als Rauschmittel für Personen ab 21 Jahren legalisiert.
Die Bundesstaaten, in denen Cannabis zum Freizeitgebrauch für Personen ab 21 Jahren legal ist, sind Alaska, Arizona, Connecticut, Colorado, Illinois, Kalifornien, Oregon, Maine, Massachusetts, Michigan, Montana, Nevada, New Jersey, New Mexico, New York, Rhode Island, Vermont, Virginia und Washington (Bundesstaat) (Stand August 2022). In den meisten dieser Bundesstaaten ist auch der Verkauf legal.

#### Andere Länder
In einigen Staaten gilt der Drogenhandel bzw. Drogenbesitz (ab einer bestimmten Menge) als ein besonders schwerwiegender Straftatbestand. Diese Drogenkriminalität wird in den Staaten mit dem Tode bestraft. Als Rechtfertigungsgründe für die Todesstrafe werden Abschreckungsgründe und der unmittelbare Schutz der Gesellschaft durch Beseitigung des Täters angeführt. Die Todesstrafe auf bestimmte Drogendelikte gilt z. B. in den Ländern Singapur, Philippinen, Saudi-Arabien, Thailand. In Thailand wurden allein im Juli 2001 über 30 Todesurteile gegen Drogendealer verhängt. In Saudi-Arabien wurden im Jahre 2015 63 Menschen wegen Drogendelikten hingerichtet.
Auf den Philippinen ging Präsident Duterte bei seiner Wahl im Sommer 2016 noch weiter und rief seine Bürger zur Tötung von Drogenhändlern und Konsumenten auf, was innerhalb kurzer Zeit zu hunderten Opfern führte.

### Drogen und Straßenverkehr
Das Straßenverkehrsgesetz (StVG), die Fahrerlaubnisverordnung (FEV) und das Strafgesetzbuch (StGB) beschränken in Deutschland den Drogenkonsum.
- Wer in Deutschland im Verkehr ein Fahrzeug führt, obwohl er infolge des Genusses alkoholischer Getränke oder anderer berauschender Mittel nicht in der Lage ist, das Fahrzeug sicher zu führen macht sich nach dem Strafgesetzbuch (§ 316 StGB) strafbar.
- Ordnungswidrig nach § 24a Abs. 2 Straßenverkehrsgesetz handelt, wer unter der Wirkung eines in der Anlage zum StVG aufgeführten berauschenden Mittels (Cannabis, Heroin, Morphin, Kokain, Amphetamine, Designer-Amphetamine) im Straßenverkehr ein Kraftfahrzeug führt.
- Ungeeignet zum Führen von Kraftfahrzeugen für die Fahrerlaubnisbehörde nach Anlage 4, Ziffer 9, Fahrerlaubnisverordnung (FEV) ist,
  - wer Betäubungsmittel (außer Cannabisprodukte) konsumiert oder von ihnen abhängig ist (d. h. auch ohne ein Fahrzeug geführt zu haben).
  - wer Cannabis regelmäßig einnimmt oder, bei gelegentlicher Einnahme, Konsum und Fahren nicht trennen kann oder zusätzlich Alkohol oder andere psychoaktive Stoffe gebraucht (Mehrfachkonsum).

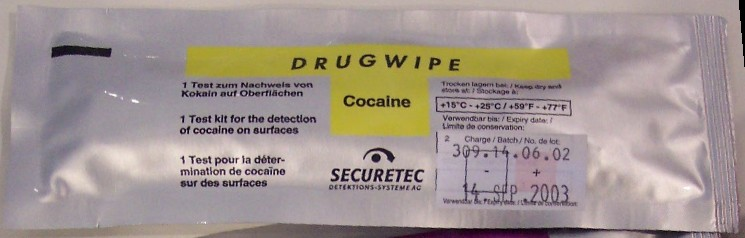
Drugwipe

Bei Verkehrskontrollen werden von den Kontrollbehörden Drogenschnelltests eingesetzt. Verläuft der Drogenschnelltest positiv, ordnen diese eine Blut- und/oder Urinproben an. Auch eine Haarprobe kann entnommen werden. Ein Brechmitteleinsatz ist nach dem Grundsatz der Verhältnismäßigkeit und einer strengen Einzelfallprüfung nur bei schweren Delikten möglich.
In den anderen europäischen Staaten gelten ähnliche Vorschriften.

### Legale Drogeninfrastruktur

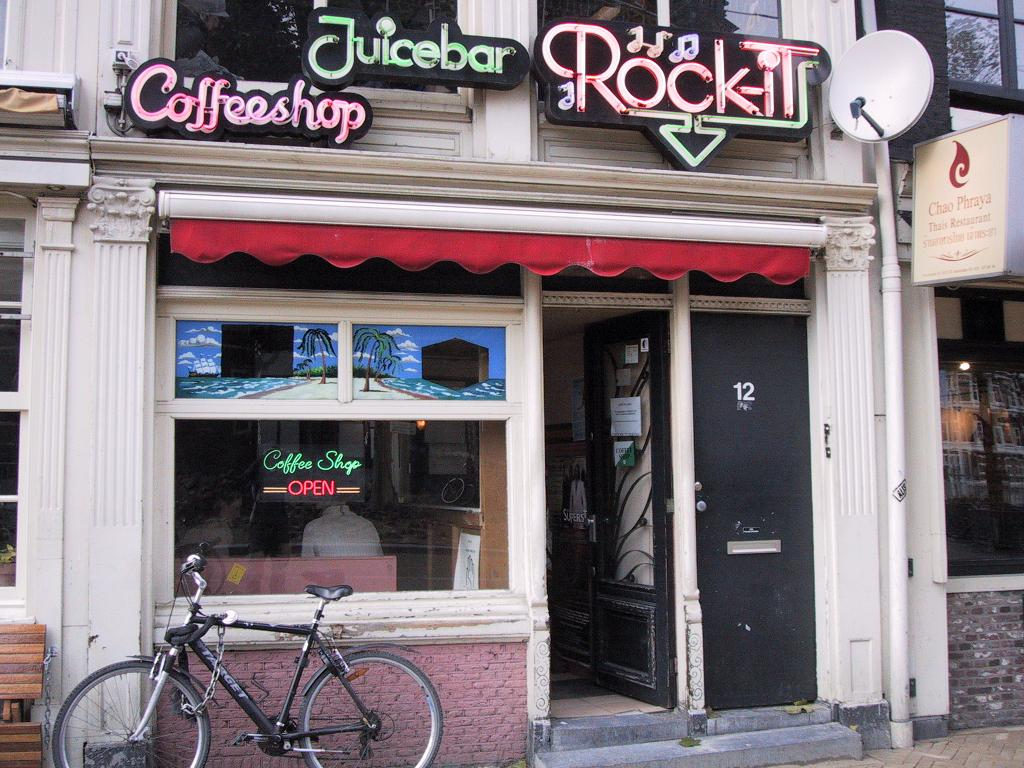
Coffeeshop in Amsterdam

Cannabisprodukte können unter bestimmten Auflagen in den Niederlanden in geduldeten Verkaufsstellen (den so genannten Coffeeshops) verkauft werden. Diese Verkaufsstellen sind Gaststättenbetriebe ohne Alkoholausschank, in denen der Verkauf einer geringen Menge Cannabis an (niederländische) Kunden mit sogenanntem „Wietpas“ (Gras-Pass) toleriert wird, obwohl der Verkauf von Cannabis grundsätzlich strafbar ist. Die legalen Coffeeshop-Betreiber erhalten in den Niederlanden von der örtlichen Kommune eine Genehmigung mit Weisungen. Wegen der Coffeeshops hatte der Drogentourismus von Deutschland in die Niederlande seit 1976 zugenommen.
Verkaufsstellen, die andere, nach niederländischem Recht sogenannte „weiche Drogen“ oder halluzinogene Substanzen in den Niederlanden legal verkaufen, z. B. psychoaktive Pilze, meskalinhaltige Kakteen, Aphrodisiaka und Energizer, werden Smartshops genannt. Läden bzw. Geschäfte, die Drogenzubehör und szenetypische Produkte führen, bezeichnet man als Headshop. Wird hauptsächlich Zubehör zum Anbau angeboten, handelt es sich um einen Growshop.
Die Ampelkoalition, die sich nach der Bundestagswahl 2021 gebildet hat, hat in ihrem am 24. November 2021 veröffentlichten Koalitionsvertrag festgelegt, dass die kontrollierte Abgabe von Cannabis an Erwachsene zu Genusszwecken in lizenzierten Geschäften legalisiert wird. Im Mai 2022 wurde ein entsprechender Gesetzentwurf angekündigt, der in der zweiten Hälfte des Jahres vorgelegt werden soll. Bundesjustizminister Marco Buschmann geht davon aus, dass die Cannabislegalisierung bis zum Frühjahr 2023 umzusetzen ist. Die SPD-Abgeordnete Carmen Wegge erklärte in einem Interview, es sei eine erlaubte Höchstmenge von 20 bis 30 Gramm Cannabis im Gespräch.
Die Regierung Maltas legalisierte 2021 den Besitz von bis zu 7 Gramm Cannabis und den Anbau von bis zu 4 Cannabispflanzen pro Haushalt. Ein entsprechender Gesetzentwurf wurde im Oktober 2021 veröffentlicht. Der Gesetzentwurf enthält auch die Möglichkeit, Cannabis Social Clubs zu gründen. Diese dürfen bis zu 50 Gramm Cannabis pro Monat an ihre Mitglieder abgeben. Der Verkauf von Cannabis und der Konsum in der Öffentlichkeit bleiben verboten. Das maltesische Parlament verabschiedete das Gesetz am 14. Dezember 2021. Das Gesetz trat am 18. Dezember 2021 mit der Unterschrift des maltesischen Präsidenten George Vella in Kraft.
2018 wurde Cannabis in Kanada legalisiert.
In Thailand wurde der Anbau und Besitz von Marihuana am 9. Juni 2022 entkriminalisiert. Das Rauchen von Marihuana der Öffentlichkeit wird jedoch immer noch als Belästigung angesehen und kann mit einer dreimonatigen Haftstrafe sowie einer Geldstrafe von umgerechnet rund 675 Euro geahndet werden. Nach Presseberichten eröffneten zahlreiche Läden, die Marihuana verkaufen. Der Verkauf an Personen unter 20 Jahren, Schwangere und stillende Mütter wurde untersagt.
Siehe auch: Rechtslage von Cannabis und Legalisierung von Drogen